# 青の祓魔師
『青の祓魔師』（あおのエクソシスト）は、加藤和恵による日本の漫画作品。略称は「青エク」。
『ジャンプスクエア』（集英社）にて、2009年5月号から連載。「営繕かるかや怪異譚」のコミカライズの短期集中連載のため、2021年9月号より休載していたが、2022年6月号より連載を再開。
悪魔の血を引く少年・奥村燐を主人公とするダーク・ファンタジー。『ジャンプスクエア』2008年9月号に掲載された読み切り「深山鶯邸事件」（みやまうぐいすていじけん）を原案とする。
2011年からのテレビアニメ放送に伴い、原作単行本の初版発行部数が1年足らずで7倍以上になるという、爆発的な売上を見せた。2023年9月時点で累計発行部数は2500万部を突破している。

## あらすじ
主人公・奥村燐とその双子の弟・雪男は、養父・藤本獅郎に育てられ、修道院で暮らしていた。中学卒業から間もないある日、燐は「悪魔」の存在を知る。燐は悪魔の王「魔神（サタン）」が人間に産ませた息子であり、その力を継いでいた。祓魔師（エクソシスト）の獅郎は、この世界には人間の住む「物質界（アッシャー）」と悪魔の棲む「虚無界（ゲヘナ）」があること、悪魔は「物質界」の物質に憑依して人間に干渉してくることを告げる。
サタンは、獅郎に憑依することで燐の前に現れ、彼を「虚無界」へ連れ去ろうとする。燐は、獅郎から渡された、自らの悪魔の力を封印していた降魔剣「倶利伽羅」を抜く。そして、サタンの力である青い炎を解き放ち、かろうじて撃退に成功する。だが、サタンに体を乗っ取られた獅郎は、サタンから燐を守るために戦い、命を落とす。
獅郎の葬儀で、獅郎の友人にして「正十字騎士團」の祓魔師メフィスト・フェレスが、燐を殺しに現れる。そこで燐は、獅郎の仇であるサタンを倒すべく、祓魔師になることを宣言する。メフィストは燐を受け入れ、名門私立「正十字学園」に入学させた。燐は学園内に設けられた祓魔師養成機関「祓魔塾」へ入り、既に祓魔師として活動していた雪男の指導のもと、同じく祓魔師を志す仲間たちと共に学んでいく。
正十字学園入学編（第1巻 - 第3巻）
燐は雪男と同じ正十字学園に入学し、祓魔塾で訓練を始める。雪男はすでに経験を積んだ祓魔師となっており、祓魔塾の講師だった。
燐と雪男は、祓魔師用品店の娘・杜山しえみと出会う。彼女は悪魔に付け入られ、足が不自由になっていた。二人の助けで歩けるようになったしえみは、祓魔塾に通い始める。
燐・しえみに加え、勝呂竜士・志摩廉造・三輪子猫丸・神木出雲ら祓魔塾生は、強化合宿中、悪魔に襲撃される。だがそれは、祓魔塾塾長・メフィストによる認定試験であった。燐たちは「祓魔塾生（ペイジ）」から「候補生（エクスワイア）」に昇格する。獅郎の使い魔だった猫又（ケット・シー）のクロが、獅郎の死を知り、暴走する。燐の説得で獅郎の死を受け入れたクロは、使い魔として燐と共に生活するようになる。
燐は任務中、強大な悪魔である「地の王」アマイモンに襲撃され、力を暴走させてしまう。だが、正十字騎士團ヴァチカン本部の監察官・霧隠シュラに救われる。シュラは獅郎の弟子で、彼が隠していた「サタンにまつわる何か」を調査していた。シュラはサタンの息子である燐を始末しようとする。燐は、獅郎が最強の祓魔師「聖騎士（パラディン）」であったことを知り、自分を育てた獅郎の正しさを証明するため、「聖騎士」になると宣言する。燐の強固な意志を知ったシュラは、処分を保留とし、燐の修行に手を貸す。
林間合宿編（第3巻 - 第5巻）
一学期終了日、候補生たちは林間合宿を始める。仲間たちと協力し、実戦訓練の課題をクリアするが、そこでアマイモンに襲われる。燐はアマイモンに対抗するため、青い炎を使い、仲間たちに正体が知られてしまう。燐は現「聖騎士」のアーサー・オーギュスト・エンジェルに捕らえられ、正十字騎士團のヴァチカン本部に連行される。懲戒尋問でメフィストは、「獅郎は燐を、サタンと戦う武器とするために育てていた」と明かす。燐はメフィストのとりなしにより、半年後の祓魔師認定試験に合格することなどを条件として、処刑を免れる。そして雪男・シュラの監督のもと、炎を制御する訓練を始めることになる。
京都・不浄王編（第5巻 - 第9巻）
正十字学園最深部に封印されていた「不浄王の左目」が奪われる。犯人は、悪魔落ちした祓魔師・藤堂三郎太。燐たちは、京都出張所に封印されている「右目」の警護を応援するため、京都へ向かう。京都出張所は、構成員の多くが「明陀宗」という仏教宗派に属している。明陀宗は世襲制の組織体制をとっており、竜士の父・達磨大僧正が頭首であった。達磨は祓魔師として活動する門徒たちと距離を置き、不可解な行動をとっていた。
疑念を募らせた僧正家の宝生蝮は、藤堂に協力し、右目を奪い去ってしまう。竜士はなおも真意を明かさない達磨に詰め寄る。燐はそれを止めようとするが、禁止されていた炎を使ってしまい、監房に入れられてしまう。達磨は蝮を追う一方で、燐に手紙を残し、彼と獅郎、降魔剣とのつながりを明かす。
「両目」を手に入れた藤堂は、江戸時代に数万人を殺したという悪魔「不浄王」を復活させる。さらに達磨の使い魔・伽樓羅（カルラ）を喰らい、自らの身体に憑依させる。藤堂に騙されていたことを知った蝮は、京都出張所に戻り、達磨を助けてほしいと懇願する。不浄王は瘴気を撒き散らし、計り知れない犠牲者を出そうとしていた。
燐は炎の暴走により自信を喪失し、降魔剣を抜けなくなってしまう。だが仲間たちに救出され、共に不浄王討伐へ向かう。燐と竜士はクロに乗り、不浄王の心臓を焚滅しに向かう。一方雪男は、伽樓羅を取り込み不死の身体を得た藤堂に追い詰められる。燐は、竜士らの信頼に答え、火の悪魔・烏枢沙摩（ウチシュマー）の力を借りて不浄王討伐に成功する。
燐たちは京都からの帰路、熱海の湾岸で、大王烏賊（クラーケン）討伐任務に加わる。燐・雪男・しえみは、古の海神（ワダツミ）・海人津見彦と出会い、その力添えを得て討伐に成功する。
学園七不思議編（第10巻 - 第11巻）
夏休みが終わり、二学期が始まった。正十字学園では「七不思議」が流行り出し、悪魔が見えるという人間が急増していた。燐たちは、七不思議の噂の元になった悪魔と戦うことになる。最初は連携がうまくいかず思うように祓魔ができずにいたが、七不思議最後の敵との戦いで小猫丸が叱責したことで各々がチーム内での役割を考えるようになる。一方、世界各地では、「不浄姫」の復活と「悪魔喰い（デーモンイーター）」の出現、人工「虚無界の門（ゲヘナゲート）」発見など、異変が相次いでいた。その背後にあるのは、藤堂も所属する組織、啓明結社「イルミナティ」であった。
島根・イルミナティ編（第11巻 - 第15巻）
正十字学園で年に一度の学園祭が行われる。そんな中、突如として学園に現れたイルミナティ総帥で「光の王」ルシフェルによる騎士團に対する宣戦布告と攻撃が行われる。同時にイルミナティに寝返った志摩廉造の手で出雲が連れ去られてしまう。
塾生たちは攫われた出雲を追って彼女の故郷の島根県稲生に向かう。そこで彼らは出雲の過去や稲生で行われている非道な人体実験を目の当たりにすることとなる。騎士團が混乱しているせいで塾生達は増援を待つことなく敵地に乗り込むことになるが、外道院の策でそれぞれ分断されてしまう。その間に出雲に対して九尾の憑依実験が行われ彼女は狂気にとりつかれてしまうが、燐の活躍で脱出に成功した塾生達が集結し、出雲の母が命をかけて娘を助ける。作戦の失敗で錯乱した外道院は自らに悪魔を憑依させて塾生達を皆殺しにしようとしたが、新たな力を得た出雲によって撃退される。
青森・八郎太郎編（第16巻 - 第18巻）
イルミナティと騎士團双方のスパイとして祓魔塾に帰還した志摩に、自分の目のことに対して誰かに相談した方が良いと忠告され、動揺する雪男。そんな中、メフィストのはからいにより、慰労のため「ウルトラ南国の湯」へに行くことになる。
一方、正十字騎士団・本部では上層部円卓会議が行われていた。イルミナティはやはり危険視される存在だった。その後、ライトニングはエンジェルに日本支部へ配属させてくれるように頼み、許可され、日本支部に配属されることになり、ライトニングのことを日本支部にて紹介された時の様子を見ていた勝呂は弟子入りを頼み何とか、許可される。そのころ、雪男は自分の中に潜む「力」を明確にするため命をかけて、その正体を探ろうとしていた。その本質自体はわからなかったものの、「目」が自分を守ろうとしていることは分かった。
雪男と燐はメフィストに突然呼び出され、ある任務を言い渡される。その任務は、「青森まで霧隠先生を捜索しに行け」、というものだった。

## 登場人物
「声」は特記無い限りテレビアニメ版の担当声優。「演」は舞台版の担当俳優。

### 主要人物
奥村 燐（おくむら りん）
声 - 岡本信彦、渡辺明乃（幼少期） / 浪川大輔（VOMIC版）
演 - 木村了（2012年）、崎本大海（2014年）、北村諒 （2016年・2017年）
本作の主人公。サタンの落胤（人間と悪魔のハーフ）として生まれた少年。15歳。12月27日生まれ。血液型A型。身長173cm、体重63kg。正十字学園高等部1-D所属。特技は料理。勉強は大の苦手。
サタンに体を乗っ取られた養父・獅郎の死後、正十字騎士團の門を叩き学園へ入学。獅郎の仇を討つと共に「サタンをぶん殴る」ために祓魔師になることを決意し、祓魔塾に入塾。降魔剣を主に武器とするため志望称号は騎士であり、自分を生かした獅郎の正しさを証明するために聖騎士を目指している。
夏休みの林間合宿中、アマイモンの奇襲から他の祓魔塾生を守るために、彼らの前で炎を使ったことで正体が露見。騎士團の懲戒尋問に連行されるが、半年後の祓魔師認定試験に合格することなどを条件に不問にされる。素性を知られた当初は出雲と廉造以外の塾生に距離を取られていたが、後に不浄王討伐へ向かう際に全員と和解し、絆を新たにする。勝呂親子の諍いを仲裁した時に炎を出して暴走してしまったため処刑が決定してしまうが、イルミナティの暗躍で騎士團内があわただしくなったこともあり現在は保留となっている。
新年早々雪男が騎士團に拘束されると、同級生たちの助けを借りて身柄を奪還しようと試みたが、拒絶されて頭を撃たれる。さらに雪男の左目に憑依したサタンに降魔剣を折られてしまい、悪魔の心臓が肉体に戻ったことで全身が一度壊死し、その直後に完全な炎を宿した状態で蘇生を果たす。一度は暴走しかけるが自我を取り戻し、今まで目を背けていた自分の過去を知るため、メフィストに頼んで時間を遡行する。出生直後に周囲にいた大勢の祓魔師を殺傷していたことを知り、自分は生まれるべきではなかったとショックを受けるが、義父も母も自分を必死に守ろうとしていた事を理解して、改めて雪男の元へ向かう。雪男との再会後は互いの拳を交えながら本音をぶつけ合った末に和解する。
使用する技
火生三昧（かしょうざんまい）

サタンスラッシュ

サタンボム

サタンキャンプファイア
サタンの青の炎を発生させて相手をゼロ距離で燃やし尽くす。
サタン・ボム・キャンプファイア

奥村 雪男（おくむら ゆきお）
声 - 福山潤、藤村歩（幼少期） / 木島隆一（VOMIC版）
演 - 戸谷公人（2012年）、井上正大（2014年）、宮崎秋人 （2016年・2017年）
本作の準主人公。燐の双子の弟（二卵性双生児）。中一級祓魔師。取得称号は竜騎士・医工騎士。15歳。燐と同じく12月27日生まれ。血液型O型。身長180cm、体重70kg。両利き。正十字学園高等部特進1-A所属。
眼鏡をかけている。普段は真面目かつ物腰が柔らかで冷静沈着であり、燐とは正反対の性格だが、激昂すると冷静な態度が崩れ素の粗い口調が出てしまう。成績優秀な文武両道の優等生であり、正十字学園特進科に首席で入学している故女子生徒からの人気は高い。その一方で料理のセンスは兄と比べてそれほど高くはない模様。将来の夢は医者になること。身体にほくろが多いことがコンプレックスであり、ほくろが増える悪夢にうなされているほど。また見かけによらず負けず嫌いで悩み事を他人に相談せず一人で抱え込んでしまう面があり、イルミナティの所属を藤堂やルシフェルから勧誘されている件に関しても誰にも相談せず、そのことをシュラや志摩に忠告されている。何事も抑圧する生真面目な態度なため、シュラから「悪魔堕ちしやすいタイプ」と指摘され、悪魔堕ちした藤堂から誘惑されている。
出生時に悪魔である燐の青い炎を左目に浴びて魔障を受けたため、物心つくころには悪魔が見えていた。その為、何も知らずに育った燐とは違い、幼少の頃に燐と自分がサタンの落胤であることを知らされ、獅郎から祓魔師になることを勧められる。 祓魔師になったのは悪魔たちから燐を守るためであり、今もその思いは変わらず養父の死後はより一層その決意を固くした。7歳から祓魔を学び、13歳にして史上最年少で祓魔師の称号を獲得。戦闘では主に二丁拳銃を駆使し戦う。メフィスト曰く「対・悪魔薬学の天才」で、高校1年生時より祓魔塾で対悪魔薬学の講師を務めている。魔法弾を利用した即興の悪魔召喚もできるが、自身では手騎士の才能はないと評している。シュラは姉弟子に当たるが散々からかわれたため苦手にしている。ライトニングの見解では、昇級試験を受けていないだけで上級相当の実力者である。
身体が弱く未熟児として生まれたためサタンの力を受け継いでいないらしく、一応検査などは受けているが、現時点では異常は無いという。しかし藤堂との戦闘の最中に目が変化し、視界が青くなるという異変が起き、以降も死の危険が迫ると内に宿る何かが自身の身を守るようになる。出雲編にてルシフェルからは潜在的な能力があると悟られ、イルミナティへの勧誘を受けることとなる。その際に「君は弱い」と告げられたことで焦りを見せ始め、燐の心配を突っぱねて自身の能力の正体を探るため周囲には黙って危険な実験を繰り返していたが、八郎太郎戦での負傷をきっかけに今までの視野の狭さを反省するようになった。しかしシュラから母親の話をされたことで自分自身の存在についての悩みを深めることとなり、周囲の人間を自分の勝手で傷つけてしまうことに疲れ拳銃自殺を図るが、サタンの妨害によって失敗する。翌年1月2日にメフィストを銃撃した容疑で拘留されていたが、救出に来た燐たちを振り切り廉造と共にイルミナティに合流する。
イルミナティで精密検査を受けた結果、どの悪魔の憑依にも耐性のない普通の人間であることが確定したが、同時に燐と同じ母胎にいたことで青い炎への耐性が異常に高い特殊体質になっており、同様に物質界の赤い炎も虚無界の黒い炎も効かないことが判明する。そして自分しか使えないアルムマヘル銃を受け取り折れた左腕を治した後でイルミナティを裏切り、“モリナスの誓約書”を利用して風天と雷天を呼び出し、“境界の主”で大暴れする。その後は燐と再会するも、意志の相違から交戦し、積年の溜め込んで思いを吐き出しながら燐を圧倒するも、燐の本音を聞いたことで兄への思いを改めて自覚し和解する。
使用する技
水精（ナイアス）

水霊の水牢（ナイアデスカルセル）

### 祓魔塾生
宝ねむを除き、全員初登場時15歳（高校1年生）。
杜山 しえみ（もりやま しえみ）
声 - 花澤香菜
演 - 中島愛里（2012年）、富樫あずさ（2014年）、前田希美（2016年）、松岡里英（2017年）
本作のヒロイン。祓魔塾生の少女。3月6日生まれ。身長165cm、体重49kg。雪男が贔屓にしている祓魔師用品店の娘。正十字学園高等部1-B所属（2学期より）。三賢者の一人であるシェミハザの血筋を代々受け継ぐ巨人の末裔でもある。
人見知りが激しい赤面症で、天然かつ世間知らずでおっとりとした性格だが、芯は強い。生まれてこの方着物しか着たことがなかった。雪男とは彼が祓魔師になった当時からの知り合いで、彼に「雪ちゃん」という愛称をつけた。家が用品店ということもあり、植物や薬草の知識は豊富だが、独自に名付けた名称で覚えているため、本来の名前を覚えておらず、塾の筆記試験の点数は低かった。もう一度正式名称で覚え直してからは満点を取っている。料理は不得意でほぼ草の味しかしないが、食べると強力な魔除け効果を発揮する。例外的にハーブティーを淹れるのだけはうまい。着物ではわかりにくいが、スタイルは良い。
大好きな祖母から聞いていた「天空の庭（アマハラのにわ）」に行くことを夢に見ていたが、外出している間に祖母が事故死してしまい自分のせいで祖母を失ってしまったと後悔する弱みに付け込まれ、「山魅」に寄生された。魔障を受けて足が不自由になり、母と仲違いをしてしまっていた。だが燐や雪男の尽力により開放され、歩行機能を取り戻し母親とも和解することができた。
小学生の頃にいじめにあったのが原因で中学時代まで病弱だったため、学校もまともに通えていなかった。燐との出会いがきっかけとなり、自分を鍛えるために正十字学園の祓魔塾に入ることになる。医工騎士と手騎士の素質を持ち、緑男（グリーンマン）の幼生を使い魔として使役している。入塾直後は自分のことで手一杯だったが、燐の苦悩などを目にしたことで人間的にも徐々に成長していく。高校には通っていなかったが、雪男に密かに勉強を教わり、2学期から正十字学園に中途入学する。
奥村兄弟から恋愛的な好意を寄せられている節があり、両名には友人としての好意しか持っておらず朴にどちらが好きか問われた際に「私にはまだ恋愛は早い」と発言していたが、ある依頼の際に燐から告白されたことで意識し始める。恋愛感情自体を理解できていなかったが出雲に勧められた少女漫画を読んで恋愛の勉強をし、周囲に追いつけていない自分が異性と交際するには早すぎると考えて燐の告白を断った。自分が本当に祓魔師になりたいのかどうかで悩み、一度は試験を受ける決意を固めたものの母親からある話を聞いたことで、通塾と受験を取りやめ家業を継ぐことにした。雪男がイルミナティに寝返った直後、心臓を取り戻して暴走する燐を止めるために森を作り出し、それから間も無く聖座庁の者達に連れられ、出雲に別れを告げて天庭の斎宮へと連れて行かれる。そして教導霊となった祖母の指導で1年半相当の修行を積み、アマイモンを調伏してから“三賢者”として対魔神封殺軍に参戦し、特級魔装防御装を団員達に付与して一時的に不死身にしつつ、“エンペイラ”を展開してサポートする。
使用する技
ニー

勝呂 竜士（すぐろ りゅうじ）
声 - 中井和哉、高木礼子（幼少期）
演 - 友常勇気（2012年）、伊阪達也（2014年）、山本一慶（2016年・2017年）
祓魔塾生の少年。8月20日生まれ。身長181cm、体重76kg。志望称号は竜騎士・詠唱騎士。正十字学園高等部特進1-A所属。明王陀羅尼宗不動峯勝呂寺若座主。
京都の由緒ある寺の息子で、京言葉を話す。廉造と子猫丸には「坊（ぼん）」とよばれている。長身でガタイがよく、不良じみた外見（金のメッシュ入りの髪、耳に複数のピアスなど）をしている。それとは裏腹に、成績優秀で真面目かつ努力家。雪男同様、奨学金を得て正十字学園へ入学し、両親の反対を押し切り祓魔塾へと入った。
記憶力が良く、塾での成績は優秀。感情的になりやすい面があり、初期のころは燐や出雲とよく衝突していた。高い記憶力から詠唱に頼りすぎるという悪癖もあり、子猫丸から「ワンパターン」と指摘されたこともある。竜騎士としての訓練も受けており、出雲編からは実戦でのバズーカ砲の使用許可を得ている。
明陀宗座主血統の家に生まれ、「青い夜」の生き残りである達磨を父親に持つ。青い夜以降、竜士の生まれ育った寺は「祟り寺」と呼ばれ衰退してしまった。そのため、サタンを倒し寺を再建することを志している。達磨の行動や態度に反感を持っていたが、全ての秘密が明らかになった後、達磨から使い魔・伽樓羅を受け継ぐ。
正十字学園祭の夜に明らかになったイルミナティの宣戦布告と、廉造の裏切りに誰より衝撃を受け、いざという時は彼との心中も辞さないほど深く苦悩する。しかし燐の励ましに心を落ち着け、イルミナティ因縁の地である島根の稲生へ旅立つ。廉造が祓魔塾に復帰してからも完全には信用することができずにいるが、対話を重ねるうちに本質は変わっていないと安堵も覚えている。
不浄王編以降門徒がそれぞれの道を歩むようになり、「門徒を再びまとめる」という目標とそれに付随する打倒サタンの野望を失い、座主の血筋にある者として今まで行ってきた努力が意味をなさなくなったのではないかと懊悩し続けていたが、出雲編後に講師として赴任してきたライトニングの才気に惚れ込み弟子入りを志願する。ただし、ライトニング自身が物を教えることが苦手なので普段はマネージャーのような仕事をしながら近くで技術を盗むような形となっている。なお、弟子入り以来髪を短くして髪色も黒に戻している。弟子入り後はだらしのないライトニングの世話を焼きながら、彼の助手として日本支部に隠された秘密に迫っていくことになる。調査の中で人が死んでしまったことに心を痛めながらも師のブレーキになろうとしていたが、思いがけず「青い夜」の真相などの重大な事実を知ってしまう。
使用する技
被甲護身の印（ひこうごしんのいん）

致死節判定弾（ちしせつはんていだん）

伽褸羅（カルラ）

迦楼羅焔（カルラエン）

劫波焔（ごうはえん）

水天（ヴァルナ）

明鏡止水（メイキョウシスイ）

志摩 廉造（しま れんぞう）
声 - 遊佐浩二
演 - 渡辺和貴（2012年）、前内孝文（2014年）、才川コージ（2016年・2017年）
祓魔塾生。7月4日生まれ。身長176cm、体重63kg。志望称号は詠唱騎士→騎士・手騎士。正十字学園高等部1-C所属。明王陀羅尼宗志摩寺若律師。
明陀宗僧正血統である志摩家の五男坊で、7人きょうだいの6番目。髪をピンクめいた茶髪に染めている。京言葉を話す。詠唱騎士志望だが記憶力は悪いため経典はあまり覚えておらず、戦闘時はキリク（錫杖）を使う。幼少期の所業から明陀育ちの幼馴染たちからも少々他人行儀に扱われており、他の塾生たちと同じく名前ではなく名字で呼ばれている。
飄々とした性格で、面倒臭いことを嫌う。自他ともに認める女好きで、髪を染めたのも女子はピンクが好きだと考えたため。虫が大嫌い。燐ほどではないが勉強は苦手。普段はおちゃらけているようだが腕は本物で、一廉の祓魔師しか扱えない筈の明王級の悪魔を使役するなど、潜在能力は計り知れない。燐の素性を知った後も、出雲同様普通に接する。幼いころに孤児となりそれ以来養育してもらった恩を感じている子猫丸と異なり、明陀宗の絶対的な上下関係に倦んでおり、明陀（を含む宗教）に纏わる全てを忌み嫌っている描写が度々ある。
その正体はメフィスト配下の密偵。正十字学園に入学する少し前に勧誘を受け、二重スパイという形でイルミナティ諜報員として組織に所属、出雲の監視として正十字学園にスパイとして派遣される。この事実を知るのは家族とメフィストのみ（後に塾生も知ることとなる）で、詳しい任務内容については今やメフィストに限られる。学園祭の際、組織から出雲の拉致を命令されこれを成功させる。そして自身の正体を祓魔塾生達に明かした後、「これからは人を殺す覚悟を持たなければならない」と自身を連れ戻そうとする燐に言い放ち正十字騎士団から離反。やがて出雲を取り戻しに研究所に侵入した祓魔塾生達を迎え撃った。
出雲編後、イルミナティからの指示で双方のスパイとして学園に帰還、祓魔塾にも復帰する。ただし、経緯が経緯であり復帰後も真面目な回答を避けているため他の塾生たちとの関係はいまだにギクシャクしているが、様々なしがらみにとらわれずに自由にふるまえる現状を楽しんでいる。また、自分の将来についても再考するようになり、詠唱騎士志望をやめ騎士と手騎士を目指すことを決めた。
スパイとして奔走しつつも、ライトニングが明陀の家族である勝呂を利用しているのではないかと疑い釘をさすような発言もする。そのライトニング本人には監視されている模様。雪男が騎士團を裏切った時には一緒にイルミナティの元へ向かった。
使用する技
火頭金剛槍（かとうこんごうそう）

火車輪斬（かしゃりんざん）

地這火（じばいひ）

三輪 子猫丸（みわ こねこまる）
声 - 梶裕貴、小岩井ことり（幼少期）
演 - 丸山隼（2012年）、丸若薫（2014年）、土井裕斗（2016年・2017年）
祓魔塾生の少年。1月7日生まれ。身長155cm、体重43kg。志望称号は詠唱騎士。廉造と同じく、竜士の父親の弟子。正十字学園高等部1-A所属。写経愛好会に籍を置く。明王陀羅尼宗三輪寺若僧正。
明陀宗僧正血統である三輪家の現当主。「青い夜」で身寄りを失っており、自身を引き取ってくれた竜士の寺に対して恩義を感じている。
状況把握・指揮能力に長けており、まとめ役としての能力が高い。竜士からは参謀向きと評されたため、学園七不思議編以降は騎士團の祓魔記録を自分用にまとめた悪魔ごとの戦闘データの分類をはじめ、出雲編以降、悪魔の画像情報から弱点や致死節を検索できるアプリを作るためにシステム開発の勉強を始めた。近接武器として独鈷を所持している。
小柄な体型（背の低さを気にしている）と坊主頭、大きい眼鏡が特徴。心優しく温和な性格。風呂好き。おとなしく見えるが、行動力はある。京言葉を話す。猫好きで、マイ猫じゃらしを常に携帯している。また、写経愛好会の部長に誘われる形で塾生の中では唯一正規の方法で学園祭のダンスパーティーに参加した。
竜士同様、廉造の裏切りに狼狽えショックを受けていたが、「幼い時分から見てきた志摩を信じる」と己を奮い立たせ、イルミナティの因縁の地である島根の稲生へ旅立つ。京都の一件で廉造が不浄王に立ち向かった姿を見ていたため、彼の復帰後は信用する姿勢を見せている。年始に雪男が裏切った後は、サタンに折られた降魔剣を修復するため京都へ戻る。

神木 出雲（かみき いずも）
声 - 喜多村英梨
演 - 鉢嶺杏奈（2012年）、はねゆり（2014年）、加藤雅美（2016年）、大久保聡美（2017年）
祓魔塾生の少女。10月11日生まれ。身長164cm、体重49kg。正十字学園高等部1-A所属。
平安時代の貴族のような眉（まろまゆ）が特徴。手騎士の才能を持ち、一度に上級の白狐を2体召喚することができる。
自信家で気が強く、他人を見下す辛辣な言動が目立つ。だが根は律義で、ツンデレの気がある。本人は隠そうとしているが、猫をはじめかわいいもの好き。幼い頃から悪魔が見えていたことを隠さなかったために周囲から気味悪がられていたが、そんな彼女に唯一話しかけた朴が初めての友達となった。しえみに「お友達になって欲しい」と言われても内心ではそれを認めず、自分の要求に反抗しないことを理由にパシリとして扱っていた。陰口を言われ孤独だった経験から燐の素性を知っても敬遠せず普通に接していた。朴のことは大事に思っていたらしく、朴が塾を辞めるときには動揺し、しえみに対する態度を指摘されたことで嫌われたと誤解していた。
悪魔との混血の血筋を持つ島根の稲生大社の神職の家系の出身。母・玉雲と妹・月雲の三人家族（母子家庭）で暮らしていたが、本家の妾腹の立場故、父を含む本家筋の人々からは冷遇され、また母が精神的にも頼りない女性だった為、人一倍の独立心を持ち馬鹿にされまいと強気な振舞いをするようになった。
母が愛人としての立場を自覚せず、父である本家の当主への色欲に狂ったことが原因で母に九尾が取り憑き、絶体絶命の危機に陥りイルミナティに救われたことから、エリクサーの実験体として人質の身となる。母の代わりの実験体としてストックされている立場であり、祓魔師を目指したのは手騎士の資格を取得することで神降ろしの儀式が可能となり、自分が母の身代わりとなることで妹を実験体にさせないためであった。九尾に取り憑かれた母に攻撃され、自分を助けようとしたイルミナティのマリアが目の前で殺されたりと壮絶な過去から、他人を頼り信用することを恐れている。
しかし、外道院の実験が進み手騎士の資格を取得しなくても強制的に神降ろしが可能となったことでイルミナティに攫われ囚われの身となる。監禁場所から逃走を図り廉造と交戦した折に幼少期からの親友だったミケとウケを喪い（後に生存が判明）、自棄になって救出に来た燐の手を払いのけてしまう。そして適合率が低下していたにもかかわらず九尾を自身の肉体に憑依させることとなり、暴走状態となるが母に救われる。母との死別を乗り越え、外道院を倒すことを決意した際、意識が変わったこともあり、印章紙なしでの悪魔召喚を成功させた。九尾による暴走直前に塾生たちに親愛の情を抱いていることを自覚し、いろいろと吹っ切れたこともあって以前より人当たりがよくなった。
第一回人気投票では本誌で発表されたものとファンブックで発表された組織票無しのものと、どちらもヒロインのしえみを退けて女性キャラクターでトップに立った。
使用する技
神降ろし（かみおろし）

靈の祓い（たまゆらのはらい）

鎮魂の祓い（みたましずめのはらい）

天の大御酒（あまのおおみき）

宝 ねむ（たから ねむ）
声 - 代永翼、井上剛（パペット）
演 - 樋口裕太（2017年）
祓魔塾生の少年。パペットを使い、腹話術で話す。塾生たちの輪には加わらず、言葉もまともに発しない。高慢な性格で毒舌家。志望称号は手騎士。
あらゆる人形を召喚し操ることができる「傀儡師（パペットマスター）」。本人曰く、称号こそ持っていないが、並の祓魔師のレベル以上の実力を持つという。
大手玩具会社「宝ホビー」の社長子息。燐たちより1学年上級だが、正十字学園・祓魔塾へは2年から編入してきた。なお、タカラグループはメフィストの持ち物（の一つ）である。
使用する技
ジャン花婿バージョン（ジャンはなむこバージョン）

超機兵 セントガイア

セントガイアロケットパンチ

セントガイアミサイルパンチ

包丁ウサギ（ほうちょううさぎ）

ミケ狐神

### 祓魔塾講師
霧隠 シュラ（きりがくれ シュラ）
声 - 佐藤利奈
演 - 杉本有美（2014年）、安枝瞳（2016年）
上一級祓魔師の女性。正十字騎士團ヴァチカン本部の上級監察官にして聖天使團の一員。取得称号は騎士・手騎士・医工騎士・詠唱騎士。8月8日生まれ。自称18歳だが実際は約26歳。身長169cm、体重不明（単行本では「ナイショだコラ」と表記）。青森県永久蛇市出身。霧隠流忍術の伝承者である忍者。代々龍神「八郎太郎大神」と契約している家系の末裔。獅郎の弟子で、雪男とはその頃からの付き合い。
上半身はビキニの上にジャケット、下はショートパンツという露出の多い服装で、胸元から臍周りにかけて刺青がある。Fカップの巨乳。「八俣遠呂」と彫られた胸元の刺青から八郎太郎大神から授けられた魔剣「牙」を取り出し、剣術で戦う。与えられた任務はそつなくこなすが非常にマイペースな性格で、堅苦しいことが苦手。かなりの酒豪で酒癖が悪い。八郎との契約のため燐ほどではないが治癒能力が高く、永久蛇湖に近ければ重傷をおっても傷跡も残さず治癒する。
物心ついた時にはすでに母はなく、幼少期は八郎と修行に明け暮れる毎日を送っていた。18年ほど前、人里に下りて悪さをしていた時に獅郎に捕まり、彼が八郎を一蹴したのを見て惚れ込み着いていくことを決めた。当時は名前もなかったが、阿修羅のような雰囲気から「シュラ」と名付けられた。なお、この事件は山姥によるものということで処理され、シュラはこの時に保護された子供ということになっている。保護されてからしばらくは獅郎の元で生活していたが、ある時期に養護施設へ引き取られて彼から「捨てられた」と思い10代後半の頃はかなり荒れていた。祖先が交わした契約で30歳までに死ぬことが決まっていることから「強くなること」と「子を為すこと」以外の目標を持てず、大切なものや未練を作らないように生きていた。
獅郎の死後、ヴァチカンから「日本支部が隠しているサタンにまつわるものの調査および排除」という命を受け、素性を隠して「山田（やまだ）」と名乗り、祓魔塾生として潜入調査をしていた。一度は燐を始末しようとするが、燐の強固な意志を知ったことで処分を保留とした。旧男子寮の2階に住み監視を継続しながら、燐への剣術指南のため祓魔塾教員の職に就き、燐を弟子として扱い、剣などの修行に手を貸している。
不浄王編では増援部隊の隊長として京都へ向かい、京都出張所の面々と協力して事態に対処した。学園祭の警備中に熾天使の爆発が直撃して重傷を負い入院していたが、再生能力のおかげですぐに退院。八郎からイルミナティが自分の周囲を探っていると相談を受け故郷の青森に向かう。八郎から子をなすよう強要されており彼への抵抗として子を為さずに死ぬつもりでいたが、雪男の策略により代々の契約を破棄することに成功する。 その際絶望から暴走する八郎と心中する覚悟をしていたが、奥村兄弟の姿を見るうちに生への渇望が湧き、雪男を助けるため八郎と決別した。以来寿命が延びたことで健康にも気を使うようになり、婚活して終生の伴侶を得ようとも考えているがこちらはうまくいっていない模様。
使用する技
蛇牙（だぼう）

虚々（ガラガラ）

蛇腹化（じゃばらげ）

ヘビランス

イゴール・ネイガウス (Igor Noihaus)
声 - 置鮎龍太郎
演 - 中原裕也（2012年）、萩野崇（2014年）
祓魔塾講師（魔法円・印章術担当）。上一級祓魔師。取得称号は手騎士・医工騎士・詠唱騎士。11月13日生まれ。39歳。身長182cm。体重70kg。アニメではポーランド出身。
左目に眼帯を着けた男性。屍系の悪魔を数多く従えており、両腕に魔法円の刺青を刻んでいる。屍や屍人の研究分野では第一人者とされている。得物は巨大なコンパス。「青い夜」の前は悪魔生態学博士で屍・屍人上級研究員であったが、事件の日にサタンに取り憑かれ、命は助かったものの自身の左目と同時に家族をも失った。サタンを含む悪魔を憎悪しており、メフィストの命で燐を襲うが、失敗に終わった。
以後は講師を停職処分中で、行方不明という扱いになっている。青い夜以降の15年間はメフィストの極秘指令で、三角の助手として“対魔特効物質”の製造に携わっており、メフィストが異空間へ隔離していたアサイラムへと勝手に侵入し研究を続けていた。三角の死後は1人でデビル⭐︎バニッシャーを完成させ、K.R.C.研究所で人工屍人に襲われる四騎士を救う。

椿 薫（つばき かおり）
声 - 大黒和広
祓魔塾講師（体育・実技担当）。中級祓魔師の男性。所得称号は竜騎士・医工騎士。授業よりも私事（女性関係）を優先するなど、教師としては問題がある。

湯ノ川 ススム（ゆのかわ ススム）
声 - 西健亮
祓魔塾講師。天然パーマと思われる髪型とメガネ、無精ひげが特徴的な男性。所得称号は竜騎士・医工騎士で、担当教科も魔障に関するものである。

足立 輝総（あだち てるふさ）
声 - 小山武宏
祓魔塾講師（悪魔歴史学担当）。所得称号は医工騎士。メガネを掛けた禿頭の老年男性。

佐藤 慎一（さとう しんいち）
声 - 武田幸史
祓魔塾講師。「情報管理部」所属。所得称号は竜騎士。目の細い男性。

アンジェリーヌ・牧（あんじぇりーぬ まき）
声 - ゆきじ
祓魔塾講師（聖書：経典暗唱術担当）。「ザーマス」語尾が特徴のふくよかな女性。所得称号は詠唱騎士。

### 正十字騎士團
藤本 獅郎（ふじもと しろう）
声 - 藤原啓治（第1期）、平田広明（第2期以降）、浪川大輔（少年時代・第4期以降） / 安原義人（VOMIC版）
演 - 今井靖彦（2012年）、和興（2014年）、唐橋充（2016年）
本作のキーパーソン。南十字男子修道院の院長を務める神父で、燐と雪男の育ての親。5月10日生まれ。享年51。身長177cm。体重62kg。第251代聖騎士。
正十字騎士團日本支部所属の上一級祓魔師であり、最強の称号「聖騎士」を持つ。雪男の前任として祓魔塾で対悪魔薬学講師を務めており、5つの称号全てを取得しているほか、医師免許も所持しているなど多才な人物である。戦闘では主に銃火器を使用していた。燐同様、口よりも先に手が出るタイプだが、自分では手を出さず頭で常に考えるタイプだと思っている。
世界中で唯一サタンの憑依に耐えうる可能性を持っていたため、常にサタンに身体を狙われていたが、それを強靭な精神で15年間防いできた。物語序盤で覚醒してしまった燐を虚無界の追手から守ろうとしたが、燐との諍いから心を乱しサタンに体を乗っ取られてしまう。しかし燐が虚無界へ連れ去られるのを防ぐため、最期は自ら命を絶った。
実は「氣の王」アザゼル用のクローン被験体004号で、十三號セクションにて誕生した。幼い頃は自由を求めて度々セクションからの脱走を図り、その時にユリと出会っている。メフィストと交渉して験体群からの候補生へ志願し、数々の功績を挙げて瞬く間に上級祓魔師へと駆け上がる。念願の自由を手にした直後は派手に女遊びをするなど荒れた生活を送っていたが、ユリと関わるうちにそういった側面は影を潜めていき、次第に友人も増えていった。20年前、かつての同胞である齩郎に憑依したサタンの監視任務につくことになり、教育係になったユリを支えたが、3年後、サタンが籠城するアサイラムに単身で突入する彼女を止めることができなかった。その後、騎士團に確保されたユリが魔神の仔を妊娠していることを知ると、メフィストが考案した“青い稲妻作戦”に参加することを決め、炎に強い武器を求めて明陀宗のもとへ向かい、不浄王の右目から発生する瘴気に冒された門徒たちを治療して、当時はまだ座主ではなかった達磨から降魔剣を譲り受ける。青い稲妻作戦で多大な犠牲を払いながらも燐の心臓を降魔剣に封印することに成功し、「青い夜」で自らに憑依したサタンを退けたが、逃避行の最中にユリを喪う。そして半分悪魔である燐を殺せなかったことからメフィストに「悪魔に屈した」と見做され、願いを何でも1つだけ聞くという約束から「騎士團に一生忠誠を誓う犬になる」羽目になり、次の聖騎士に任じられると共にサタンの仔を父親として育てるよう命じられる。神隠しの鍵を使用して燐が未来からやって来た際には、当初は燐の正体には気付かなかったが、燐と雪男への深い愛情を語り、それが燐が自身の過去を乗り越えるきっかけとなる。そして、別れ際に燐の手製の焼きおにぎりを渡している（この際に燐の正体に気付いているような節がある）。

メフィスト・フェレス
声 - 神谷浩史 / 大川透（VOMIC版）
演 - 永田彬（RUN&GUN）（2012年）、汐崎アイル（2014年）、鮎川太陽 （2016年）、和泉宗兵（2017年）
本作の狂言回し。年齢と誕生日は不明。身長184cm（角を含め195cm）。体重74kg。獅郎の友人で、燐と雪男の後見人。正十字騎士團日本支部長。「名誉騎士」の称号を持つ祓魔師。正十字学園の理事長を務めており、表向きにはヨハン・ファウスト5世と名乗っている。祓魔塾の塾長でもある。
ピエロを思わせる奇妙な白いスーツやマントを纏っている。スコティッシュ・テリア風の小型犬を初めとした様々な動物に変身する能力を持つ。お茶目で遊び好きな性格であり、サブカルチャー全般が趣味のオタクで、オタクに寛容な現代の日本を愛する。騎士團員には主に「フェレス卿」と呼ばれる。女風呂を平然と覗き、学園祭で起きる男女の悲喜交々を観察して楽しむなど、学校関係者とは思えないほどに悪趣味。アレルギー体質らしく、腐の眷属、特に菌類に憑依する悪魔が苦手で近づくとクシャミが止まらなくなる。
獅郎亡き後、祓魔師になると宣言した燐を受け入れ、正十字学園に入学させる。一方でネイガウスやアマイモンをけしかけるなど、不穏な動きも見せる。彼の目的は謎に包まれており、その考える所は誰にも分かない故に、騎士団からも警戒されている。真の目的は兄であるルシフェルに勝つことにあり、兄が発狂して以来、人類を守るために正十字騎士團を設立させ、地球を道連れにした自殺を阻止するために生体クロンやエリクサーの研究を行っていたが、その結果「青い夜」を招いてしまった。出雲編後に手駒である塾生たちの成長を促すため強制的に試練を与えていることを公表した。
その正体は虚無界を捨てた悪魔で、「八候王（バール）」の一人「時の王」サマエル（砂漏天）。虚無界の第二権力者であり、時間と空間を司る。200年にわたり騎士團に協力している。かつては「ロキ」「トリックスター」「ワタリガラス」とも呼ばれており、「メフィスト・フェレス」はここ200年ほど使っている名前だという。悪魔としての力は非常に強大で、瞬間移動や時間停止といった魔法のような能力を複数使うことができる。「時の力」によって肉体の劣化速度を遅くしているため、高位の悪魔としては憑依体が崩壊しにくくなっているものの、それでも肉体には若干の壊死が生じている。また、あらゆる時間軸において不変の“自我”を持つ。燐のことを「我らの小さな末の弟」と呼んでおり、彼自身もサタンの息子の一人であり燐にとっては異母兄に当たる。自身が悪魔であるということは騎士団内では公然の秘密であり、燐のように事情に疎いもの以外はたいていその事実を知っている。
人工虚無界の門を封じるために結界を張り続けていたが、1月2日に雪男の問いを無視して彼の暴走を招き、何者かの手で額に銃弾を受ける。肉体が消耗していたために重傷を負ってしまい、結界と共倒れするわけにはいかないとやむをえずその制御を手放すこととなる。サタンが複製体に憑依して地上に降臨すると、世界各国の祓魔師や悪魔の有志で組織した対魔神封殺軍を呼び寄せる。
使用する技
時よ止まれ（エルストフヴェン）

お菓子の鳩時計（クーヘンズクックスヴァー）

一番防御力が高い牢屋（ダスシュタルクステゲフェングニス）

アーサー・オーギュスト・エンジェル (Arthur Auguste Angel)
声 - 小野大輔
第252代聖騎士。ヴァチカン本部勤務の上一級祓魔師であり、シュラの上司。イギリス人とフランス人のハーフ。日本語を含む8か国語を嗜んでいる。12月1日生まれ。30歳。身長185cm、体重79kg。
専用の武器として魔剣「カリバーン」（アニメでの声は東山奈央だが、原作の公式設定での性別は男）を振るう。カリバーンは元々は制御不能な呪われた魔剣としてヴァチカンの奥深くで長らく封印されていたのだが、アーサーがとあるご褒美に自ら希望して手懐けることに成功して以来、彼の愛剣となっている。他にも瞬間移動のような特徴的な動きを見せる。必殺技はエンジェルスラッシュ。「聖天使團（エンジェリックレギオン）」という自身の直属部隊を率いており、その部隊にはライトニングやシュラも所属している（シュラはダサいとしてその部隊名で呼ばれるのを嫌っている）。
聖人君子のように振舞い（本人も自称している）実際に基本的には誰に対しても友好的に接する大らかな人物だが、生粋の反悪魔主義者であるため彼らに対しては全く情け容赦はない。それは騎士團側の立場の者であっても例外ではなく、燐やメフィストのことも心底嫌悪しており、獅郎のことも「歴代で最も聖騎士に相応しくなかった男」と蔑んでいる。その一方でかなり天然気味な人物であり、シュラ曰く「純粋培養のバカ」。嘘が全くつけない上に冗談も全く通じず、ライトニングの皮肉もよく理解もせずに素直に受け止めている。ワインが好きらしいが、酒には弱くてすぐに酔い潰れてしまう。彼が普段着ている翼のような意匠をあしらった聖騎士専用の白い團服は特注品（燐からはダサいと酷評されている）。上記の必殺技名といいセンスはかなりアレな人のようである。髪を伸ばしているのはカリバーンとの契約の対価のため。
自分自身の役割を「騎士團の剣であり象徴」と捉えており、自らの向き不向きを弁えた上で、策謀はそれを得意とするライトニングに委ねている。ライトニングは「聖騎士の右腕」として知られ、ライトニング自身もそう自認するが、エンジェルの方は彼をそれ以上の存在である「頭脳(ブレーン)」として全幅の信頼を寄せて仕事を一任している。またライトニングのことは友人としても認識している。日本支部とイルミナティとの繋がりを探ろうとするライトニングの発案を聞き入れて、彼を日本支部に送り込んで連絡を取り合っている。
実力は歴代の聖騎士と比べても非常に高いらしく、京都では200人がかりで燐の力を使ってようやく祓魔できた不浄王にも引けを取らない存在である不浄姫をたった一人で、しかも一太刀で切り伏せて祓魔したほどである。ライトニングからもその実力は「化け物」と評されており、燐の件で部下のシュラと衝突した際も彼女を軽々とあしらっている。
前聖騎士である藤本獅郎と同様に、祓魔塾の前身であるアサイラムの出身者。父親のイングランドセントフォード公爵アーサー・エンジェルが悪魔憑きになって領民・家来・家族を皆殺しにした際の生き残りで、魔障を負っていたため日本のアサイラムに保護されたが、15歳の時に青い夜でアサイラムが壊滅した際に記憶を失ったとされ、以降はシェミハザが引き取ってウザイ家が育ててきた。しかし、それらは全て表向きの話であり、実際の正体は十三號セクションで生み出されたルシフェルのクローン体の一人。そのためにルシフェルの光を浴びて周囲が滅ぼされる中で唯一無傷で生き残る。
使用する技
ゾディアックスラッシュ

エンジェルスラッシュ

ルーイン・ライト (Ruin Rite)
声 - 関智一
「四大騎士（アークナイト）」の一人。上一級祓魔師。所得称号は騎士・手騎士・手騎士二種・竜騎士・医工騎士・詠唱騎士。通称「詠唱・召喚儀式の達人（ライトニング）」「拷問官」。2月24日生まれ。34歳。身長177cm、体重60kg。アメリカ人。聖天使團の一員で、元聖騎士候補の一人。現聖騎士であるエンジェルの右腕として信頼されている人物でもある。皮肉屋で策謀家。風呂や片付けが非常に苦手で、基本的にいつも不潔。生まれつき情動に乏しく普段から飄々とした態度をとるが、共感力に欠けるため目的のために外道と呼ばれるような策を平然ととる冷徹な面もある。
超上級悪魔を略式詠唱で召喚し、800を超えるオリジナルの致死節を開発するなどその通り名に恥じない実力者である。凄惨な過去や英雄願望などは一切持っていないとのことで、戦う理由はこの世界が好きだからというもの。世界に対して抱く愛情は本物で、この世界を守るためならばどんなことでもする覚悟を持っている。悪魔に対して変態じみた執着心を持つため、メフィストからは苦手意識を持たれている。その研究趣味のせいで幼少期には周囲から迫害されていたらしく、自身は気にも留めていなかったが家族に迷惑をかけていた自覚はある。
出雲編後、イルミナティの諜報員である廉造を尋問するため来日。対イルミナティのため組織としては防御に徹することを進言する一方で、今後日本が事態の中心となると推測し魔法円・印章術の担当講師として日本支部に赴任する。イルミナティの活動活発化が青い夜の直後からであること、日本支部の離職者が青い夜以降激増していることを目につけ、青い夜の真実が日本支部に深く関わっているのではないかと疑いを抱いている。当時の関係者だったドラグレスクを疑い攻撃したことで審問にかけられ、審問の場で再びドラグレスクに攻撃し“風精の鈴”を付けたことで深部牢に投獄されるが、彼の裏切りが確定したことで解放され、ルーシー、オセオラ、竜二、出雲と共にルーマニアのK.R.C.研究所に向かう。
使用する技
氣精の鐘（シルフのすず）

サーキュラソー

ドラク・ドラグレスク
声 - 綿貫竜之介
「四大騎士」の一人。ルーマニア支部所属。K.R.C.研究所所長。
かつては十三號セクションに所属する研究員として「ニコラエ・エミネスク」を名乗りエリクサー開発の中枢に携わっており、現四大騎士では唯一「青い夜」に直接関与していた。
獅郎からは”善良な狂科学者（マッドサイエンティスト）“と評される、自分が研究を続けるためならばどんなことでもする人間で、20年ほど前にサタンがアサイラムを占拠した際もエリクサーの研究続行を許可されたことに安堵しており、サタンが施設の放棄を決めると騎士團に逃走の情報を送り、セクションの存在を明るみに出そうとしたジェニを銃撃している。
完全なクローンの完成を目指しており、「青い夜」の後もイルミナティに内通して研究を続けていた。だが、ライトニングから疑いの目を向けられ、熾天使によるルシフェルのメッセージを受け取り、軟禁された部屋を脱走してルーマニアへ向かい、完成させたサタンの憑依体を確保。ライトニングに付けられた”風精の鈴“を首から左腕に移すことで、片腕を失ったものの追手を巻くことに成功する。

オセオラ・レッドアーム
声 - 乃村健次
「四大騎士」の一人。メキシコ支部所属の監視官（サーヴィランス）。左腕に狐狼弟装（カレタカ・ココトル）を宿して格闘戦を行う。
投獄されたライトニングへドラグレスクに付けた鈴を外すよう要求するが、ドラグレスクが逃亡を図ったのを知り、独断でライトニングを釈放する。
ルーシー・陽（ルーシー・ヤン）
声 - 斉藤貴美子
「四大騎士」の一人。“幻霧使い（ファントムフォッガー）” の異名を持つ中国支部所属の監視官（サーヴィランス）。
獅郎が聖騎士だった頃にアーサーに四大騎士の地位を譲って一線から引いていたが、アーサーの聖騎士就任後に再び四大騎士となる。
当初は審問で暴れたライトニングの投獄を認めたが、竜二の話を聞いてドラグレスクが狂科学者であることを思い出し、ライトニングの言葉を信じることにした。対魔神封殺軍の作戦では黑龍を召喚して敵の雑魚悪魔を蹴散らすが、サタンに狙われて重傷を負う。
劉 成龍（リュウ・セイリュウ）
声 - 木内秀信
台湾支部の上一級祓魔師。8月1日生まれ。血液型A型。35歳。身長178cm。体重65kg。元々はアニメ劇場版のオリジナルキャラクターだったが、アニメから多少設定を変更し逆輸入して登場した。
三賢者（グリゴリ）
声 - 甲斐田裕子（カスパール）、保村真（バルタザール）、丸山詠二（メルキオール）
正十字騎士團最高顧問。顔を隠した3人の人物。その正体は双皇の「創造皇」シェミハザと「虚無皇」アルムマヘル、八候王の「氣の王」アザゼル。全員が最高位の悪魔であり、騎士團の創始者当人である。肉体の劣化を無視して初代の憑依体を使い続けているため、現在では会話もままならないほどに結晶化が進んでおり、人前に出る際には自分たちの巨人の末裔を代理に立てている。
アニメでは女性の声をしたカスパール、男性の声をしたバルタザール、老人の声をしたメルキオールの3人。
アザゼル
八候王の一人で、「氣の王」。双皇に共鳴し人類保護を唱えるサマエル派閥に組している。正十字騎士團創設者の一人でもあり、最高顧問「三賢者」の一角。なお血を引く巨人は何百年も前に後継者が途絶えており、有事の際には自身の肉体の番人を務める老人が代理人をしている。
100年前にはまだ生身の部分が残っていたとされ、藤本獅郎は自身の憑依体をもとにしたクローンである。
シェミハザ
双皇の1人で、「創造皇」。皇気は細胞の活性化を促進し、傷を癒すことができるだけでなく、対象を急速に老化させることも可能で、触れる生物を朽ち果てさせる境界領域“エンペイラ”を展開する能力を持つ。古の時代、地の王アマイモンによって大地は荒れ果て生命は長続きせず、その怒りを鎮め封じるために、肉体を捨てて巨木のような結晶になった。現在、その結晶体は「天庭」に安置され、周辺の大地に多様な生態系を齎している。
三賢者の中で唯一巨人の後継が残っており、前のシェミハザはしえみの祖母。青い夜で他の三賢者が重傷を負い、多くの祓魔師が殉職する中、かろうじて憑依に耐える。深部に出向いてサタンの執着を断つためにユリを殺す指示を出したが獅郎に妨害され、彼女の命が尽きかけていることを察して逃避行を見逃す。直後、世界を道連れに自爆を図ったルシフェルを抑えるため、創造皇の結晶の力を借りてサマエルが停止させた時間の中でルシフェルの憑依体を老化させることで撃破する。しかし、不都合の帳尻を合わせるために泥沼に嵌り、あまりに多くを失った責任を取って三賢者を辞任。事態が落ち着いた後はサマエルの誘いで日本に移住した。
アルムマヘル
双皇の1人で、「虚無皇」。その力は虚無界の炎といわれる黒い炎と同質で、悪魔を無に、人間を虚にする能力を持つ。騎士團が使う聖銀や聖水は、アルムマヘルの結晶から滲み出る成分を抽出して作られている。

ティモテ・ティモワン
声 - 中博史
騎士團法執行部長。メフィストの懲戒尋問で尋問官を務めた。

ブルギニョン
声 - 飯島肇
アーサーの部下の祓魔師。スキンヘッドで眼鏡を掛けている。

ユリ・エギン
声 - 林原めぐみ
燐と雪男の母親とされる女性。3月9日生まれ。血液型A型。身長162cm。体重50kg。姿はアニメ版で先行し登場したが、後に原作でもアニメ版と同じ姿で逆輸入される形で登場した。下二級祓魔師。三賢者が名を口にしたのみで、詳細は不明。燐の目つきや雪男の黒子は母親からの遺伝とされる。サタンの子を宿した大罪人として扱われており、その情報は多くが機密扱いとなっている。
解体された財閥のエギン家の出身だが、母は病気で46年前に死亡したため、北正十字で盲目のニコちゃん、元祓魔師のオクちゃんとオババにホームレスとして育てられる。だが、40年前に火事で3人を失い、孤独の中で獅郎と出会いアサイラムに収容されることになった。成長した後は手騎士一種と二種の称号を取得、魔調教師（トレーナー）と魔育種師（ブリーダー）の資格を持ち、養魔場に勤務していた。悪魔が好きで祓魔に抵抗感があったため階級は低かったが、才能はあり、塾生や手騎士向けの講習会や教本を執筆していたので手騎士の中では有名人だった。
20年前、25歳の時に13號セクションから脱走していた受肉したサタンと出会い、彼に懐かれたことで教育係に任命される。わずか1年3カ月という短期間で知能を急成長させたせいで経験が伴っていないことを危惧し、自分以外の者とも接する機会を与えるべきだと提案するも、獅郎と会わせたことで対抗意識を煽ってしまい、セクションからの逃走につながってしまう。それからも肉体が劣化してセクションへ帰ってくると確信しており、17年前にアサイラムの籠城が起きた際には獅郎の制止を振り切って単独でサタンのもとへ向かい、彼を説得してアサイラムの放棄を決めさせる。だが、施設を出ようとした時にエミネスクの密告によって騎士團に包囲され、サタンが倒れた後は拘束される。その時、妊娠4〜5週目であることが判明したため、厳重な警戒態勢の中で双子を出産する。その後、サタンの執着を断つために殺害されそうになり、獅郎と共に騎士團から逃亡するが、出産で体力を大きく消耗してしまったため、逃避行の最中に力尽きて命を落とす。
シュラとは、獅郎が八郎のもとから保護したばかりのシュラを連れてユリのもとを訪れた際に一度だけ面識があり、彼女を風呂に入れ、手料理を作り三人で食卓を囲んだ。

土井 龍之介（どい りゅうのすけ）
京都出張所職員。取得称号は詠唱騎士・竜騎士。京都遠征に来た団員たちを案内した。
第1回人気投票では端役中最高順位の13位を獲得した。

山上（やまがみ）
正十字騎士団団員。所得称号は騎士・医工騎士。濃い顔だがオカマ口調。

木下（きのした）
正十字騎士団団員。所得称号は医工騎士。女性。

川中（かわなか）
正十字騎士団団員。下一級祓魔師。所得称号は手騎士・医工騎士。

ターセム・マハル
左目奪還部隊隊長。所得称号は騎士。

チェルシー・アップルビー
左目奪還部隊隊員。所得称号は騎士。

斉郷 ブラト（さいごう ぶらと）
左目奪還部隊隊員。

三菱 サイラス（みつびし さいらす）
左目奪還部隊隊員。

リック・リンカーン
アサイラムでユリと同期だった男性。祓魔師になってからもユリとは交流を続けていた。初めは獅郎のことを恐れていたが、ユリが間に入ったことで友人となり、以降は3人で居酒屋に行くような関係になった。20〜29年前の間に巻子（まきこ）という女性と結婚、生まれた息子に回（かい）と名付けている。
「青い夜」の時はユリたちを助けるために深部へと足を踏み入れたが、クローンの子供たちをルシフェルの自爆から救おうとして命を落とす。

ジェニ
アサイラムでユリと同期だった女性。上昇志向が強く、候補生になるという目標を実現させた。しかし、認定試験の結果がよくなかった焦りから、高収入高キャリアだと声をかけられた十三號セクションに入り、実験体（クローン）の子供たちの世話を任され、モリナスの契約書のために周囲に相談できずユリやリックとも疎遠になっていた。17年前、アサイラムに立て篭もったサタンに会いに来たユリと再会して真実を打ち明け、サタンの逃亡と同時に施設を公にしようと行動を起こしたが、研究を続けられなくなることを嫌ったエミネスクに銃撃される。

藤堂 和郎（とうどう わろう）
17年前の最深部部長。上一級祓魔師。三郎太の兄。自分がなく、行動する時にイチイチ自分に伺いを立てる三郎太を嫌っていた。
メフィストの依頼で十三號セクションに参向していたが、「青い夜」の時に三郎太に殺され死体を焼かれた。

エレミヤ・ウザイ
聖座庁（グレゴルセデス）長官にして、アーサーの義兄。降魔剣が折られて燐が暴走して間も無く、しえみを天庭へと連れて行く。

第250代聖騎士
獅郎の前の聖騎士。青い稲妻作戦で、焚木剣を手にサタンの仔を滅ぼそうとしたが、心臓を破壊できず、剣を持っていた右腕を焼き尽くされ重傷を負う。心臓を封印された燐を最深部で半永久的に殺し続けるよう進言したが、直後にサタンに憑依されて死亡する。最期の言葉から、サマエルのクローン体であったようだが、詳細は不明。

### 明陀宗
勝呂 達磨（すぐろ たつま）
声 - 稲垣隆史、浦山迅（京都不浄王篇）、野瀬育二（京都不淨王篇青年時）
演 - 大橋一三（2014年）、光宣（2016年）
明陀宗頭首であり、17代目座主。竜士の父。僧位は大僧正。騎士團には所属しておらず、祓魔師の称号も持っていない。当主らしからぬ行動と放蕩ぶりに不信感を抱く者も多く、陰で生臭坊主と呼ばれている。
16年前に藤本と面識を持ち、病に臥せっていた妻を救われた。彼の人格を信頼して家族や門徒には秘密で本尊の降魔剣を譲渡している。「青い夜」の日、明陀宗座主が代々使役する使い魔・伽樓羅と、不浄王にまつわる秘密を父から受け継ぐ。それらを自分の代で断ち、絶対に次の世代には継がせないと誓っており、周りからずっと遠ざけていた。
藤堂の暗躍により自身も密かに行動を起こし降魔堂にて迎え撃つが、復活した不浄王を止めるため劫波焔を使用した隙を突かれて首を刺され重傷を負う。伽樓羅の応急処置のおかげで一命は取り留めたものの体力を大幅に消耗、その後駆けつけた竜士に不本意ながら伽樓羅を託す。不浄王討伐後は柵もなくなり、自分たちを今まで支えてくれた妻を助けようと虎屋で働き始めた。
使用する技
迦楼羅焔（カルラエン）

火食の印

火粉の印

劫波焔（ゴウハエン）

淨火封の印

勝呂 虎子（すぐろ とらこ）
声 - 進藤尚美
竜士の母。虎屋旅館の女将として、立ち行かなくなった寺の経営を陰から支えてきた。
志摩 八百造（しま やおぞう）
声 - 田中秀幸
演 - 内堀克利（2014年）、増澤ノゾム（2016年）
京都出張所所長。上一級仏教系祓魔師。取得称号は騎士・詠唱騎士。僧位は僧正。廉造ら五男二女の父。8月10生まれ。53歳。身長177cm、体重62kg。硬派で実直な性格。志摩寺僧正頭。
僧正や若中のトップ。騎士團に所属しない達磨の代わりに明陀の門徒を取りまとめている。右目の封印が解けかけた際に瘴気を浴びたため菌糸に肉体を蝕まれ、不浄王との決戦でも体調不良を押して門徒たちの指揮を執っていたが、燐が放った「火生三昧」によって浄化され健康体に戻った。
志摩 柔造（しま じゅうぞう）
声 - 遊佐浩二（劇場版）、小西克幸（京都不浄王篇）
演 - 荒川泰次郎（2014年）、林田航平（2016年）
八百造の次男。京都出張所祓魔一番隊隊長。上二級仏教系祓魔師。取得称号は騎士・詠唱騎士。2月5生まれ。25歳。身長178cm、体重70kg。志摩寺若僧正。
長男が死亡したため、志摩家の跡継ぎとなった。短気で熱血な性格。面倒見がよく兄弟では一番女性にモテるらしい。密かに裏切り者を探っており、内通者が蝮であることを突き止める。藤堂の介入で蝮の確保に失敗してからは父に命じられて達磨を尾行、降魔堂で不浄王の復活を目の当たりにする。金剛深山の決戦では、雪男と協力して藤堂と相対した。宝生家の三姉妹とは幼少期の頃から犬猿の仲だったが、不浄王討伐後、蝮との結婚を宣言した。
使用する技
火車輪斬

火頭金剛槍

火生三昧

志摩 金造（しま きんぞう）
声 - 遊佐浩二（劇場版）、谷山紀章（京都不浄王篇）
演 - 村田洋二郎（2014年）、松村龍之介（2016年）
八百造の四男。京都出張所警邏二番隊隊員。中二級仏教系祓魔師。取得称号は騎士・詠唱騎士。11月17生まれ。20歳。身長175cm、体重70kg。志摩寺若僧都。
金髪が特徴。かなり感情的で喧嘩っ早く、気性の荒い人物。周囲からは頭の悪さを指摘されているが、詠唱を覚える暗記力はある。「入滅ストライダー」というバンドのボーカル兼三味線パートも務めており、一部のコアな人たちからは高い評価を受けている。なお、ライブの会場には明陀宗関係者が多く観覧に来るため、懇親会のような状態になる。
宝生 蟒（ほうじょう うわばみ）
声 - てらそままさき
京都出張所深部部長。上一級仏教系祓魔師。僧位は僧正。取得称号は手騎士・詠唱騎士。宝生寺僧正頭補佐。
蝮が藤堂の甘言に踊らされて明陀を裏切ったことに心を痛めていたが、事件後に柔造の話を聞き、彼に娘を任せることを決めた。
宝生 蝮（ほうじょう まむし）
声 - M・A・O
演 - 綾那（2014年）、田野アサミ（2016年）
蟒の長女。京都出張所深部一番隊隊長。中一級仏教系祓魔師。取得称号は手騎士・詠唱騎士。24歳。6月4日生まれ、164cm、48kg、A型。宝生寺若僧正。
明陀宗には強い愛着を持つ。学生時代にもう1つの不浄王の目の存在を藤堂から告げられ、それ以来達磨に対して不信感を抱くようになる。信じていた恩師の裏の顔は知らずに騙され、不浄王の右目奪取に協力してしまい、用済みになって切り捨てられそうになったところを達磨に救われる。不浄王の右目を自分の身体を以て運んだために右目を失い、多くの被害を出してしまったために騎士團を除名、称号の剥奪という処分を下される見込み。不浄王討伐後に柔造と婚約、同年末に第一子を妊娠したことが判明する。
宝生 錦（ほうじょう にしき）、宝生 青（ほうじょう あお）
声 - 松本さち（錦）、西村麻弥（青）
蟒の娘で、蝮の妹たち。両名とも取得称号は手騎士。錦が若僧都で22歳、青が若律師で19歳。京都出張所の深部を守る職務に就いている。姉同様、志摩家とは犬猿の仲で、外見も酷似している（錦の方が目つきが悪い）。
柳葉魚 春多（ししゃも はるた）、鳴海 一（なるみ はじめ）、南 ちか（みなみ ちか）、熊谷 繁道（くまがい しげみち）、千草 眞人（ちぐさ まさと）
声 - 宮下栄治（柳葉魚）、川端快彰（鳴海）、相川奈都姫（南）、山内健嗣（熊谷）、四宮豪（千草）
京都出張所職員。全員詠唱騎士資格所得者で、加えて柳葉魚と鳴海は騎士を、熊谷は医工騎士を所得している。
志摩 剛造（しま ごうぞう）
志摩家の三男。志摩寺若僧正。兄弟の中ではかなり大柄で、一番温厚で優しい性格。現在は騎士團の海外支部に勤務している。23歳。
盾（じゅん）
志摩家の長女。志摩家の女性は霊力を継がない為に、幼い頃は母の実家に出され「青い夜」は免れた。現在は結婚しており、青森に嫁いでいる。一男一女の母。29歳。
志摩 弓（しま ゆみ）
志摩家の次女で末っ子。普段は母の実家で暮らしている。普段はドライな性格であるが、子猫丸に惚れ込んでおり、彼の事になると豹変する。子猫丸との結婚を本気で狙っている。13歳。
志摩 矛蔵（しま たけぞう）
声 - 八代拓
志摩家の長男。先代の夜魔徳の契約者であったが、「青い夜」の際に寺族を守って下山する途中でサタンに強制憑依された仲間に攻撃され、相討ちになり命を落とした。廉造を遥かに凌ぐ逸材だった模様で、彼が死んだ際には多くの人間が悲しんだ。享年18歳。
三輪 猫丞（みわ ねこすけ）
声 - 内藤玲
子猫丸の父親。「青い夜」の時、先代座主に強制憑依したサタンによって殺されている。

### イルミナティ
ルシフェル
声 - 内山昂輝
演 - 横田龍儀（2017年）
イルミナティ総帥。「八候王」の一人で、「光の王」。虚無界の実質的な最高権力者。
人間の男性に憑依しているが依り代が劣化しているため非常に衰弱している。悪魔としての格が高すぎてどれだけ優れた憑依体でも10年も持たずに崩壊してしまうため、その苦痛から生じるストレスの捌け口として弟妹を丸め込み戦火・水害・伝染病を引き起こすことで幾度も人類を滅ぼそうとしてきた。騎士團派閥とは永く拮抗状態が続いていたが100年ほど前遂に我慢の限界に達し、「融和」と称して自身の存在を自壊させて地球ごと滅ぼそう（＝大規模な心中）と考えるに至ったが、サマエルに制止され自身に合うクローンとエリクサーの開発を待っていた。
自室に現れたサタンを殺害した事が「青い夜」の引き金となり、研究が潰えサタンが去った事で絶望し、平等で公平な世界を創ると宣言して自爆しようとする。だが、サマエルとシェミハザの妨害により、時の止まった空間で急速に憑依体を老化させられ、肉体を維持できずに虚無界へ追い返された。
「青い夜」でサマエルが研究の中止を決定したことで袂をわかち、エリクサーのデータを騎士團内の協力者に盗み出させ、イルミナティを利用し実験を継続させていた。エリクサーなしでは1日と体が保たず、現在はエリクサーを投与して肉体の劣化を抑えているが、そこまでしていても少し動いただけで血を流してしまう。憑依体クローンが完成してからは多少無理が効くようになっているが、1か月で首から下だけを3回も取り換えているらしい。
一年以内にサタンを復活させるべく行動を起こし、各地の正十字騎士團を襲撃し宣戦布告する。サタンに憑依体の在り処を教えるために雪男を境界の主へ連れて行き、船が撃墜された後は上空で潜伏しながら複製体の発見を待ち、エギュンが確保していた完成品のエリクサーを用いてサタンを物質界に降臨させる。
イブリース
声 - 原優子
八侯王の1柱、「火の王」。虚無界の第4権力者。17年前は体に火を灯した女性の姿をしていた。弟のエギュンを溺愛する。
サタンがアサイラムを占拠した時から仕えており、施設の放棄を宣言した際には父を誑かしたとしてユリを殺そうとしたが、ルシフェルに止められている。
エギュン
八侯王の1柱、「水の王」。虚無界の第5権力者。17年前はタコのような頭部を持つ人型だったが、現在はサメの着ぐるみをかぶった小柄な男性の姿をしている。
ルシフェルの協力者であり、サタンがアサイラムを占拠した時から彼に仕えている。現在は“境界の主”の空中研究所で副所長をしている。境界の主が墜落する中で完成したエリクサーを守り抜き、サタンの復活を決定づける役割を果たす。
アスタロト
八侯王の1柱、「腐の王」。虚無界の第6権力者。17年前はキノコの生えた袋を頭にかぶったスーツ姿で、体には羽虫がたかっていた。肉体を持てない苦しみを知っているため、サタンの復活を支持している。
騎士團との決戦では特級魔装防御装を貫通して敵を攻撃していたが、復活したサタンに踏み潰されて戦線離脱。その後、日本で精神性が似た白鳥に憑依することで復活し、祓魔師の監視を振り切って逃走する。
藤堂 三郎太（とうどう さぶろうた）
声 - 山路和弘、諏訪部順一（青年時）
演 - 吉岡毅志（2014年）、松風雅也（2016年）
日本支部最深部部長。元祓魔塾講師（魔法円・印章術担当）。上二級祓魔師。取得称号は手騎士・医工騎士・詠唱騎士。10月10生まれ。55歳。身長170cm。体重71kg。
代々祓魔師を輩出する名家・藤堂家の出身。周囲の人間によって定められた人生に疑問を持ち、悪魔落ちする。最深部から「不浄王の左目」を盗み、蝮を口車に乗せて京都出張所の「右目」も盗ませ、2人で逃亡した。降魔堂で達磨と戦い、その最中に不浄王を復活させる。しかし、彼の真の狙いは不浄王の復活ではなく、不浄王を封じていた伽樓羅の力を得ることであった。達磨の使い魔の伽樓羅を喰らい、自らの身体に強制的に憑依させる。雪男との対決では圧倒的な力で増援をも蹴散らしたが、自身の能力を完全に把握し切れていなかったこともあって思わぬ反撃に遭い、痛み分けに近い形で撤退を許した後は姿をくらました。その後は他の悪魔の回収に当たっており、八郎が捕獲された際には受け渡しのために青森県に現れた。そして、“選ばれし者”の中の“選ばれし者”となったことで、自ら乾留炉へ身を投じ新世界の礎となる。
悪魔憑きゆえの高い身体能力に加え、伽樓羅の力を得たことで強力な炎を操る能力を得ている。再生力は非常に高く、多少の傷は即座に回復するうえ火属性の攻撃はほぼ効かないが、火属性攻撃を過剰に受けると容量オーバーを起こすという欠点がある。また相性の関係で水属性には弱く、再生中は肉体が灰となっているため、豪雨の中などでは肉体が流されてしまう危険性もある。なお、憑依の影響で外見年齢は20代前半のころまで若返っている。
外道院 ミハエル（げどういん ミハエル）
声 - 檜山修之
演 - 原勇弥（2017年）
イルミナティ極東研究所の最高責任者。眼鏡をかけており、肥満体型、下品な笑い方が特徴の男性。ルシフェルと自分以外の者を見下しており、差別的な言動が目につく。また、ナルシストであるらしく、自身を美形だと思い込んでいる節がある。
悪魔と比喩されても過言ではないほどの極悪非道なマッドサイエンティスト。純然たる人間でありながら「他の動物を自分たちが生きるために科学実験で使う」という理由で人間を嫌悪しており「自分のことは自分で始末すべき」という思想から人体実験を正義と盲信している。
5年前、殺生石を操る神木家に目をつける。そして九尾復活という絶好の好都合を利用し九尾に憑依された玉雲を捕らえ、不死の妙薬「エリクサー」を開発するために彼女を実験台に使う。その後、玉雲が実験体としての価値を失ったことから廉造を使って出雲を連れ戻し、彼女に九尾を強制憑依させる準備を進める。しかし祓魔塾生たちが研究所に侵入したことと、出雲が稲荷の神の加護をほとんど失ったことで九尾との適合率が大幅に下がったことに動揺し、異形屍人を使い祓魔塾生たちを殺害しようとするも失敗。さらに玉雲が出雲を助ける為に自身に再び九尾を憑依させそのまま息絶えたことで実験は完全に失敗に終わる。追い詰められ錯乱した挙句、自身に「食屍鬼」を憑依させ、巨大な顎と触手の下半身を持ちエリクサー由来の強力な再生力を有する異形の姿に変わり、祓魔塾生たちの抹殺を図ったが、出雲の「鎮魂の祓い」をくらい敗北。廉造に回収され炭化した状態から蘇生したものの、独断での行動が目につきすぎたため「愚かで浅ましく残虐な普通の人間」と断じられルシフェルの手にかかり粛清された。
使用する技
選ばれし者の仮面（セイバーのかめん）

藤堂 誉（とうどう ほまれ）
声 - 潘めぐみ
ルシフェルの親衛隊「金の星（フォスフォロス）」の隊長。位階は大達人（アデプタスマイナー）。三郎太の娘。
志摩の上司。親衛隊の隊長。眼鏡をかけ、金色のメッシュの入った黒髪が特徴の女性。性格は沈着冷静で、外道院とは折り合いが悪い。
吉田 マリア （よしだ マリア）
声 - 遠藤綾
5年前にイルミナティに所属していた女性隊員。穏和で優しくかつ人道的な性格故に、組織内では唯一出雲の味方と言える存在だった。
エリクサー実験の非人道性から組織を見限り、極秘裡に月雲を養子に出し、エリクサー実験の試料を盗んで出雲と共に組織から抜け出そうとするも、出雲が自身の指示を聞かず脱走を図ったことで裏切りが露見。命乞いとしてイルミナティへの忠誠心を示すが、外道院にエリクサー実験の注射を首に刺され、苦しみ悶えながら絶命する。

### その他の人物
白鳥 零二（しらとり れいじ）
声 - 伊藤健太郎
不良グループのリーダー。家庭や子供に関心のない父親から冷遇されて育ち、母親は不倫して家を出て行き、父親に振り向いてもらおうと家でパーティーを開いたり小動物を惨殺していた（アニメでは鳩をボウガンで撃とうとしたがすぐに燐に殴られ未遂となった）。燐が面接に行く途中、喧嘩で負けた報復で悪魔に憑依された姿で現れ彼を襲うが、獅郎に倒された。その後は無事に正十字学園に進学したものの、燐も同じ高校に通っていることを知り恐々としている。高位の悪魔に憑依体として狙われたことから騎士團の監視下に置かれていたが、悪魔や暴徒による被害が世界中で多発する中で腐の王アスタロトに憑依され、家政婦を殺害して自宅を脱走。

朴 朔子（ぱく のりこ）
声 - 高梁碧
演 - 指出瑞貴（2012年）、中島愛蘭（2014年）、小槙まこ（2017年）
正十字学園高等部1-B所属。出雲の親友にして、彼女の最大の理解者。おおらかで優しい性格の持ち主。出雲に連れられ祓魔塾に入るが、周囲についていけず、途中で塾を辞める。現在は高校のみ通いながら、出雲やしえみと交流している。ダンスパーティーではよく知らない先輩に誘われて参加、のちにその先輩と交際目前まで仲が進展した。

醐醍院 誠（ごだいいん せい）
声 - 土岐隼一
燐の高校でのクラスメイト。夏休み明け頃から悪魔が見えるようになり、怯えていたところを、燐と知り合う。のちに燐の友人となり、彼を通じて祓魔塾生とも仲良くなった。

神木 月雲（かみき つくも）
声 - 遠藤璃菜
出雲の妹。玉雲が暴走した際、彼女のスペアとして出雲と共にイルミナティに囚われていた。
マリアの手で養子に出されてからはタカラコンピュータエンターテイメント社長の養女として引き取られる。現在は宝 つきこと名乗っており、ねむとは従兄妹の関係にある。出雲と離別したのが3歳で、以来5年間一度も会っていなかったこともあり姉がいたことはすでに覚えていない。

神木 玉雲（かみき たまも）
声 - 大原さやか
演 - 田中良子（2017年）
出雲の母で本家当主・稲神宗爾の愛人。神木家六十四代目宮司。白狐を複数同時に使役するなど神通力については歴代で最高とされていたが、普段から家事は狐神たちに任せていた。明るい性格をしているが、辛いことがあると実娘の出雲や月雲に泣きつくほどに性根は幼稚。一方、出雲名義でそれなりの額（セレブ私立である正十字学園に十分通えるだけの金額）の銀行口座を用意しているなどしっかりしたところもあった。
本家当主との関係がうまくいかなくなったことがきっかけとなり九尾に憑依され暴走し、イルミナティに捕らえられ、外道院によるエリクサー実験の実験体として使われることとなり、かつての美しい姿は見る影もなく痩せ衰え、体中の皮膚が壊死した無残な姿となる。エリクサーに加え「選ばれし者」の技術をも確立させたが実験体としての価値を失い、代わりに出雲が呼び寄せられる。九尾に憑依された出雲を救うために、再び自身の体に九尾を憑依させ、大切な娘である出雲を母として守れたことに満足しながら息絶えた。

霧隠 辰子（きりがくれ たつこ）
初代は霧隠流忍術を興した元伊賀忍者でシュラの祖先。自分を嗤った者たちを見返したいと抜け忍になり、追手との戦いで深手を負いながら永久蛇湖までたどり着くがその地を縄張りとする八郎太郎大神に遭遇、戦いの末に敗北する。しかしその生き様を美しいと感じた八郎と契約を交わすこととなり高い再生能力と魔剣「牙」を得るが、八郎が「老いて弱る姿を見たくない」と考えたことでその代償として自分だけでなく子孫も30歳で寿命を迎えるという呪いを受け入れ、それまでに子をなさなければならなくなった。この呪いのせいか、霧隠の家系に産まれるのは初代辰子に瓜二つの女児ばかりとなった。

長友 清史郎（ながとも せいしろう）
南十字男子修道院に所属する神父。元上一級祓魔師で、取得称号は竜騎士・医工騎士・詠唱騎士。元は日本支部の祓魔師だったが「青い夜」を機に転職し、藤本の死後は修道院長の座を引き継いだ。

経堂 直哉（きょうどう なおや）
南十字男子修道院に所属する神父。元上一級祓魔師で、取得称号は手騎士・詠唱騎士。元は日本支部で祓魔師をしていたが「青い夜」を機に転職した。

三角 正（みすみ ただし）
南十字男子修道院に所属する老神父。現在は一介の神父だが、内科医の資格を持つ。かつては正十字学園大学で遺伝創薬の研究をしていたが、22年前に突如として学園東門の警備員へ転職、さらに「青い夜」以降は南十字修道院へと移っている。実は昔「十三號セクション」でエリクサーの創薬を行なっており、そのことに関して罪悪感を抱き続けていた。「青い夜」についての調査で修道院にやってきたライトニングに懺悔のつもりで犯した罪の告白を始めたが、「モリナスの契約書」 に違反したために契約書を作った死神から報復され命を落とす。
また、青い夜以降の15年間、メフィストの極秘指令を受け、ネイガウスと協力して“対魔特効物質”の開発を続けてきた。

### 悪魔（登場人物）
サタン（青焔魔、魔神）
声 - 藤原啓治、鈴木達央（アニメ第4期以降）
虚無界に住む悪魔の創造主。巨大な力そのものであり、階級問わず全ての悪魔はサタンから生じた個性に過ぎない。燐の実の父親。「神の炎」とも呼ばれる物質界・虚無界双方に干渉可能な青い炎を操る。15年前に引き起こした「青い夜」の一件から祓魔師たちには恐れられている。物質界を手に入れることを目的とし、たびたび物質界に来ては人間に取り憑いている。しかし物質界にはサタンの憑依に対応しうる物質が存在しないため、一度取り憑かれると人間は体が持たず、すぐに崩壊してしまう。
元々は虚無界そのものというべき概念的な存在で、脈絡なく物質界に現れては消えるだけの怪火でしかなく、燐火（りんか）、鬼火、アジュア、イルリヒト、ウィルオウィスプ、イグニスファトスなど、世界中で様々な名前で呼ばれていた。死者の魂、地獄の劫火、小鬼・妖精・狐の仮の姿などと諸説あったが、正体は謎だった。自我を持たない非我の存在であったが、40年前にユリと“知的交流”を行なったことで知性が芽生え始め、人間になりたくてユリの家族へ強制憑依したが、奥村が自害した事で憑依に失敗。大きなダメージを受けてしばらく力を失うが、29年前ごろから自らの意思でユリを守るようになる。
この頃から藤本獅郎の次のクロン強化人間アザゼル群005号「齩郎」に干渉を開始し、9年かけて強化された彼に完全に定着。憑依に成功した直後は幼児同然であったが、ユリから教育を受けて1年3カ月という短期間で驚異的な学習能力を発揮していく。一方で理性や情緒の成長が追いつかず、ユリに紹介された獅朗と接触したことが契機となって自分の意思で大量の知識を獲得した結果、自らが「魔神」と呼ばれる存在だと自覚し、性格も傲慢になる。生きるために必要ではない殺人を行なったことをユリに咎められて13號セクションを再び脱走すると、悪魔たちを集めて正十字町の地下に2年間潜伏するが、憑依に耐えられなくなった肉体が崩壊し始めたため、延命するためにアサイラムを襲撃し立て籠もり、エリクサーの研究を続けさせる。だが、自分に会いに来たユリが本当に大切なものだと気付いたことで施設を放棄することを決め、愛する彼女と好きな場所で死ぬために施設からの逃走を図ったが、密告によって騎士團に包囲され、射撃からユリを庇ったことで肉体が限界を迎えてしまい、脳の甚大なダメージによって半覚醒状態のまま動けなくなってしまう。視覚と聴覚を完全に失いながらもユリを求めて彷徨うが、ルシフェルによって肉体を破壊されてしまい、憑依できる身体を求めて「青い夜」を引き起こす。そして前聖騎士や獅郎に憑依してユリを求め続けたが、獅郎が自ら首を斬った事で憑依を保てなくなり虚無界へ退散する。その後、燐を憑依体として育てるというサマエルと、十三號セクションの研究を引き継いでより完璧な憑依体を造り上げるというルシフェルを天秤にかけ、自分の物質体を用意した者に一生味方すると宣言する。
以降15年間、自分とつながった獅郎を介して物質界を監視しており、燐の力が覚醒したことを知ると悪魔でありながら物質界に存在できる燐を求め、獅郎に憑依して息子を虚無界へと連れ去ろうとしたが、意識を取り戻した彼が自殺を図ったことで憑依を保てなくなり撤退した。それ以降も時折雪男の左目を介して燐の様子を観察しており、翌年の正月、自殺を図った雪男を妨害する。燐の青い炎で一旦は虚無界へ送り返されるが、ドラグレスクがルーマニア研究所から持ち出した複製体を知覚し帰還すると、エリクサーを投与された完全な肉体に憑依し、物質界を蹂躙して好きにつくり直すことを宣言し、手始めに祓魔師を皆殺しにしようとする。

ルシフェル（光明天）
「八候王」の一人で、「光の王」。虚無界の第1権力者。
サマエル（砂漏天）
「八候王」の一人で、「時の王」。虚無界の第2権力者。
アザゼル
「八候王」の一人で、「氣の王」。虚無界の第3権力者。
イブリース
「八候王」の一人で、「火の王」。虚無界の第4権力者。
エギュン
「八候王」の一人で、「水の王」。虚無界の第5権力者。
アスタロト
「八候王」の一人で、「腐の王」。虚無界の第6権力者。

アマイモン（甘毳） (Amaimon)
声 - 柿原徹也
演 - 玉城裕規（2012年）、二階堂隼人（2014年）
「八候王」の一人で、「地の王」。虚無界の第7権力者。大地にまつわる悪魔たちを統べる首領で、地震を発生させる能力を持つ。メフィストの弟で、彼と同じくサタンの息子の一人。花のような形の「心臓」を顕すと角と尻尾が出現、腕が肥大した恐竜のような姿となりパンチ一発で全力を出した燐を戦闘不能にするほどの力を発揮できるが、憑依体が力に耐えきれないためめったに本気を出すことはない。
古の時代に怒りで大地を荒れ果てさせたため、創造皇シェミハザによって本体は結晶となって封印されており、現在物質界で活動しているのは、憐れに思ったシェミハザが下僕となる代わりに残したほんの一部の“自我”に過ぎない。現在憑依している人間の肉体は1000年以上前から使っているもの。正確には適合度の高い肉体を基にしたクローンの中で、奇跡的に唯一成功した良質な実験体を使用しており、Sm群のクローンに憑依しているため顔立ちがメフィストに似ている。真意の見えない言動と無表情が特徴的だが、「狂犬」と称されるほどに気性が荒く好戦的な性格で、無視されることを嫌う。サタンの息子である燐に興味を持っているが、物覚えの悪い彼からは「味みたいな名前のやつ」と認識されている。鬼（ゴブリン）のベヒモスをペットとして連れている。メフィストから無限の鍵を預かり、虚無界と物質界を行き来している。
勢力抗争には興味が無く虚無界では中立派に当たるが、サマエルに「借り」があるので現在は人類保護派に協力中。メフィストの指示で林間合宿中の塾生たちを襲撃、炎を顕した燐と戦うが自制が利かなくなったため「お菓子の鳩時計」の中に閉じ込められる。京都編後メフィストの手で意識のみが虚無界に送られた燐と交戦、全力を出して彼を一蹴したが無理が祟って自壊する。その後は燐への殺意を冷ますために拘束され続けていたが、「健全な学生生活を送る」ことを条件に解放され理事長の甥のアンブロシウス・ファウストとして正十字学園に通うことになる。自身に刃向かったしえみに興味を持っており、彼女が所属する1年B組に配属される。
その後、"三賢者"となったしえみに調伏され、対魔神封殺軍に協力する。

ベルゼブブ
「八候王」の一人で、「蟲の王」。虚無界の第8権力者。昆虫の翅と触覚が生えた子供の姿をしている。八侯王の中では最弱。
中立派であるが、ルシフェルが勝てば大好物の焼き肉が食べられなくなるという理由から、メフィストに召集されて対魔神封殺軍に協力する。

シェミハザ
「双皇」の一人で、「創造皇」。
アルムマヘル
「双皇」の一人で、「虚無皇」。

クロ
声 - 高垣彩陽
獅郎の使い魔だった猫又（ケット・シー）。正十字学園南裏門の元門番。一人称は「おれ」。121歳。
元はある地方の養蚕の守り神だったが、その衰退とともに人々から忘れられてしまう。そのことを悲しんで自分が住処としていた祠を開発しにやってきた人々を襲っていたが、獅郎の説得を受け彼の使い魔となった。
普段は普通の猫の大きさだが、巨大化して背中に人を乗せることができる。「蚕神」と呼ばれていただけのことはあり、燐には劣るものの重機を破壊するほどの怪力を持ち、聖薬類は効かない。
獅郎の死を聞き暴走するが、燐の説得で受け入れる。その後門番の任を解かれ、燐の使い魔として共に生活するようになるが、契約が切れても人間のもとにいようとしたため一族を追放されてしまい人間に化ける能力は失っている。燐とは主従というよりも同居している仲のいい友達といった関係。獅郎のマタタビ酒のほか、燐が作ったすきやきも好きだが猫舌なので熱いうちには食べられない。イカが苦手。

ニーちゃん
声 - 東山奈央
しえみの使い魔。緑男（グリーンマン）の幼生。名前の由来は「ニー」という鳴き声から。
手に乗るほど小さく、頭に葉の帽子を被っている。身体からあらゆる植物を出すことができ、それによって治療や支援行動を行う。不浄王編で自分の体を巨大化させられるようになったことで、それまで以上に大量の植物を生産できるようになる。

御饌津（ミケツ）&保食（ウケモチ）
声 - 井上剛（ミケ）、西健亮（ウケ）
出雲の使い魔。宇迦之御魂神に仕える神使にあたる二体の白狐。愛称はそれぞれ「ミケ」「ウケ」で、ミケはプラズマや電光を、ウケは大気や気象を操る。首の巻き布にはそれぞれの名前が書かれている。目がはっきり開いている方がミケで融通が利かず生真面目な性格。編み笠を被っている方がウケで明るいのんびり屋。両者とも各々の一族の八番位にある上級悪魔で、それぞれ手下となる「兄弟」がいる。普段は4足歩行だが、「鎮魂の祓い」をするときなどは人型をとることもできる。また、人型になった時は、ミケが太刀を、ウケが弓矢を装備する。
元々は出雲の母である玉雲と契約していた。出雲が幼いころから兄弟同然に育っているが、玉雲ほどの信頼関係は築けておらず、彼女の動揺に乗じて反旗を翻したこともある。出雲がイルミナティに囚われた際に彼女の脱走を手伝い、一度は印章円を消されて送還されたのにもかかわらず自分たちの意思で再び物質界に帰還、志摩と交戦するが敗北し黒い炎に焼かれて2人とも消滅。手加減されていたために完全消滅は免れ復活し、出雲がそれまでの傲慢さを捨てて純粋に助けを求めたことで信頼関係が強まり、暴走した外道院を倒すために祓魔塾生たちと共闘した。

海津見彦（アマツミヒコ）
熱海沖の小島で1500年以上前に信仰されていた海神（ワダツミ）。牙と手足の生えたマッコウクジラのような姿をしている。
長らく人間から忘れられ、老齢により弱っていた。自らの縄張りに侵入した大王烏賊と激戦を繰り広げ、胴体に食らいついて重傷を負わせたものの頭部を触腕で貫かれて致命傷を負う。大王烏賊討伐後は海坊主に縄張りの未来を託し、安らかに息を引き取った。

八郎太郎大神（はちろうたろうおおみかみ）
声 - 高橋英則
三湖伝説に登場する、八岐大蛇（ヒュドラ）の中でも特に強力な超上級個体。青森県と秋田県を縄張りとする龍神で、1000年以上前に南祖坊という法力僧の手で永久蛇湖に封印されて以来そこを離れられなくなっている。本来は角の生えた多頭の大蛇の姿をしているが、普段は肉体を気化させることにより多眼の青年の姿に化けている。封印前に比べれば弱体化しているが肉体という制約を超越する再生能力を持ち、大気との境界を失っていることからどんな損傷・劣化も大気を使って再構成できるため青い炎でも倒しきれない。さらに氣と水の属性を操り水や風を凍らせる神通力（魔力）により周辺に大吹雪を起こす力をもつ。8組の目は縄張りの全域を見渡すほどの視力を有するのみならず、使いすぎると相手を廃人にしてしまうリスクもあるが目を合わせた者を操るという強力な催眠能力を発動できる。
かつて伊賀の抜け忍であった初代霧隠辰子の生き様に心奪われたことで彼女と契約し、力を与える代わりに彼女とその子孫の寿命を30歳としそれまでに子を為すという誓約をさせた。人間に化けてはいても人間の肉体は持っていないために自分自身で辰子と子を為すこともできず、死ねない体を持つせいで彼女と共に生きることもできないという悲しみも抱えている。
当代の辰子であるシュラの寿命が迫ったことから彼女を本拠地へと呼び戻し強引に子を為させようとするが奥村兄弟の妨害に遭う。雪男の交渉を受け入れ、彼と契約をし直すためにシュラの「血の契約」を解除したところで燐に攻撃される。騙されたことに気づいて激昂し、本性を現して周囲を凍り付かせながら永久蛇湖に向かいシュラと心中しようとするも、燐の全力攻撃で肉体を燃やし尽くされて敗北。それにより下級悪魔並みの小さな蛇の姿にまで弱体化したことで封印を抜け出して逃走するが、廉造が戦闘中に夜魔徳で付けた臭いをたどられて見つけられてしまい、イルミナティにより捕獲された。

### ゲームオリジナルキャラクター
ヘッセ・バルト
声 - 家中宏
ノイエ・ミラン
声 - 生天目仁美
ジョセフ 米村（ジョセフ よねむら）
声 - 野島裕史
深田 直人（ふかだ なおと）
声 - 谷山紀章
ローヌ・レイン
声 - 三宅健太
モニカ・レイン
声 - 遠藤綾
セシル将軍
声 - 星野充昭
ベリア
声 - 間宮康弘
霊（ゴースト）
声 - 原由実
アレク・サモンズ / アリサ・サモンズ
声 - 熊谷健太郎（アレク）、石見舞菜香（アリサ）
ゲーム『青の祓魔師 DAMNED CHORD』（開発中止）の主人公。

## 用語
物質界（アッシャー）・虚無界（ゲヘナ）
作中の世界は、2つの次元が合わせ鏡のように存在している。物質界は人間が住む世界で、基本的には現実世界と同じ。虚無界は悪魔が棲む世界。本来はお互い干渉することはできないが、悪魔たちは物質界に存在する物質に憑依することで干渉してくる。巨大概念ともいうべき虚無界そのものが人格を得たものが魔神サタンだとされている。
魔障（ましょう）
悪魔から受ける傷や病のこと。これを一度でも受けると、悪魔が見えるようになる。したがって、祓魔師になるためには必ず魔障を受ける必要がある。
青い炎
魔神サタンとその息子の燐だけが使うことができる炎。物質界と虚無界の両方に作用する性質を持ち、悪魔に対しても有効。聖水や神酒によって消火できる。
なお、火の眷属などが憑依する通常の「赤い炎」は物質界の物だけを破壊する物で、虚無皇が操る「黒い炎」は物質界には影響を与えず虚無界の物だけを滅するといった性質がある。
青い夜（あおいよる）
16年前、サタンが世界中の有力な聖職者（祓魔師）たちを大量虐殺した事件。事件の名は、犠牲者たちが青い炎を発しながら流血し亡くなったことに由来する。明陀宗では、当時の座主である竜士の祖父や、志摩家の長兄、子猫丸の父など大量の僧侶が犠牲となった。事件後には一応それらしい報告書があげられたが未だに不可解な謎も多く残っているため、ライトニングなどは現在の諸問題の全ての始まりなのではないかと疑いを抱いている。
その真相は、十三號セクションで製造されていたルシフェル用の生体クローンに突如として自我を得たサタンが憑依し、劣化した憑依体をルシフェルが破壊した事で、新たな憑依対象を求めて手当たり次第に憑依を試みた事が原因である。

### 祓魔師
祓魔師（エクソシスト/ふつまし）
悪魔に対抗する技術を持ち、「悪魔払い（エクソシズム）」を行う者たち。地域や宗派によって様式は異なる。戦闘は基本的にパーティを組んで行う。
正十字騎士團においては、「称号（マイスター）」を取得することで祓魔師として認定される。階級は上から上一級・上二級・中一級・中二級・下一級・下二級。上一級のさらに上の名誉称号として「名誉騎士（キャンサー）」、「四大騎士（アークナイト）」、ただ一人にのみ与えられる最強の称号「聖騎士（パラディン）」がある。階級は単独で倒すことのできる悪魔の強さ（例：中級上位であれば中一級）を表しているが、昇級には筆記試験も必要なのである階級の悪魔を倒せたからといってすぐに階級に反映されるとは限らない。上級に上がるためには悪魔との契約が必要不可欠だとされる。
祓魔師を志望する者は、まず「祓魔塾生（ペイジ）」として祓魔の基礎を学ぶ。その後、認定試験に合格すると「候補生（エクスワイア）」となり、より専門的な実践訓練を受ける。
社会的な地位は宗教職と警察機構を足して2で割ったようなもので、一般的な僧侶や神職と同じような扱いを受けているが、悪魔が見えない普通の人からは胡散臭い祈祷師などと同程度の評価しかされない場合もある。
称号（マイスター）
祓魔師に必要な技術の資格。5つ存在し、1つでも得られれば祓魔師として認定される。取得した称号によって戦い方は異なり、騎士・竜騎士は肉体を、手騎士・詠唱騎士は頭脳を酷使する。上級祓魔師は複数の称号を兼ねることが多い。称号は以下の通り。
騎士（ナイト）
近接戦闘を行う。主に刀剣を使用するが、明陀宗の騎士は錫杖を得物としている。「魔剣士」と呼ばれるシュラやアーサーのように魔剣を扱う者たちの場合は、悪魔と契約するため手騎士の称号も取得することが多いが、その魔剣自体が稀少なので騎士全員には行き渡らない。
竜騎士（ドラグーン）
銃火器で戦う。拳銃・機関銃・火炎放射器など様々な武器を扱う。用途に応じて様々な銃火器を使い分け最前線から後方支援まで幅広く活躍する。聖銀弾だけでなく精霊の加護を受けた魔法弾なども使用する。聖水を併用することも多い。詠唱騎士がいる戦闘ではバズーカ砲で「致死節判定弾」を放ち援護する。銃火器の心得があれば取得できる称号なので、騎士團内で最も人口が多い。
手騎士（テイマー）
使い魔を使役して戦う。魔法円・魔法陣と己の血により悪魔を召喚し、操る。悪魔の性質によって戦法が変化し、攻撃のみならず諜報や護衛も行うことができる。天性の才能が必要とされ、絶対数は少ない。悪魔は弱い者には従わず、自信をなくした者には襲いかかることもあるため、強い精神力と安定した人格が必要となる。
手騎士二種
「神おろし」と呼ばれる人間や物質への憑依召喚を行うことができる者に与えられる称号。通常の手騎士より高度な才能が要求される。
詠唱騎士（アリア）
聖書や経典を唱えて戦う。大抵の悪魔に確認されている「致死節」を掌握し詠唱する、あるいは味方の祓魔師のサポートをする。悪魔によって異なる致死節、すなわち膨大な数の経典を覚えられるだけの暗記力や、悪魔を殺す想像に対する集中力が要求されるが、それ以上に悪魔に相対しても動揺しない強い精神力と安定した人格が重要視される。詠唱中は無防備になるうえ、悪魔は詠唱者を積極的に狙うため、単独での祓魔は難しく他の祓魔師の援護が必要。
医工騎士（ドクター）
医療を担う。通常の医術に加え、魔障に対する専門的知識を持つ。直接戦闘には加わらないが、魔障の危険度は通常の怪我や病気とは比べものにならないため、重要な役割を持つ。一介の医者以上の知識を要求されるため称号取得は高難度。
聖騎士（パラディン）
肩書を表す称号の一つで、正十字騎士團の上一級祓魔師の中でも最強の者だけが就くことのできる階級。他の称号とは違い重複して任命されることはない。在任中の聖騎士はアーサー・A・エンジェル、前任者は藤本獅郎。就任資格としては5つの称号を全て取得していることなどがあげられる。

致死節（ちしせつ）/召喚節（しょうかんせつ）
致死節は悪魔の種類ごとに確認されている必ず死に至る言葉や文節のことで、召喚節は契約した悪魔を呼び出し魔力を行使させるための呪文。召喚節の呪文の場合は悪魔との関係性が変化するに従い文言を短縮できるようになるが、致死節は基本的に短縮不可とされる。必殺の祓魔方法とされる致死節だが、未だに致死節が確認されていない悪魔も多く存在するため完全とは言い切れない。なお致死節を成功させるためには「完璧に唱えきる」必要があるが、強力な詠唱騎士であれば致死節を省略することができ、致死節を唱えているだけで致死干渉により悪魔を弱体化させることができる。
正十字騎士團（せいじゅうじきしだん）
あらゆる宗教の祓魔師が集まる世界組織。本部はヴァチカンのサン・ピエルパオロ大聖堂地下に所在。2000年以上の歴史を持つといわれ、組織の拡大とともに土着の悪魔祓いも吸収したことで信仰・文化問わず多様な悪魔に対応する世界最大の祓魔組織へと成長した。世界には106か国に支部を持つ。
元々は人類に災厄をもたらすルシフェル達に対抗すべく、メフィスト（サマエル）の協力の元で、「双皇」と「氣の王」、彼らと人の混血である巨人達が人間に知恵を与え発足された組織。最高顧問である「三賢者（グリゴリ）」によって統率され、聖騎士を頂点とする祓魔師たちを抱えているが、組織の正確な規模は非公開。「聖座庁（グリゴリレセデス）」は三賢者の活動を補佐し、三賢者とその“結晶聖域”を保全管理する。その下には「執行局」、「総務局」、問題のあった祓魔師や事件のあった部署などを調査監督する「監察局」、いくつもの「議会」、「裁判所」、「研究所」が置かれる。「聖騎士（パラディン）」は執行局のトップで、その下に「四大騎士（アークナイト）」及び聖騎士の活動を補佐する「聖天使團（エンジェリックレギオン）」があり、祓魔本部や防魔本部は四大騎士の下に置かれる。また、執行局長は「深部」も管轄しており、深部長は「最深部」、「図書部」、「神秘部」をまとめる。そのほか、総務局長は「財務事務局」、「広報事務局」、「外務局」を、裁判所長は「内赦院」、「控訴院」、「最高裁判所」を統括する。研究所はルーマニア支部にK.R.C.研究所を構え、悪魔の生態や武器研究などを行なっている。さらに、各国政府や各宗教組織とのパイプ役として、「エクソシスト中央評議会」が存在する。
上位祓魔師の多くは本部に在籍し、三賢者の重要任務を優先的にこなす。現在の職員数や組織の規模は警察機構よりは消防組織に近いとされる。独立した社団法人でありながら「祓魔権」という独自の公権力が与えられており、虚無界の存在を知る各国の上層部から社会治安をゆるがすような事件のうち悪魔がらみのものを割り振られている。祓魔以外の業務には一般市民の相談への対応などが含まれる。
日本支部
騎士團支部は東京都の正十字学園町を拠点としている。支部長はメフィスト・フェレス。所属する祓魔師は100名前後。出張所は現在47都道府県全てに1つ以上構えており、京都、三重、宮城、福岡の出張所は特に大きい。資金はメフィストが遊園地運営などで得たものの一部を流用しているため比較的潤沢で、職員の給与は一般職の地方公務員と同程度。「青い夜」以降1カ月以内の離職者数が全支部で最も多かった。
「事務局」には「総務課」と「法務課」が置かれ、総務課には人事、庶務、情報や経費の管理を行う「管理係」と「経理係」、「広報係」が、法務課には罪の免除や祓魔師のカウンセリングをする「内赦係」、問題や事件を起こした祓魔師を調査、法権を行使する「査問係」と「裁判所」がある。執行局は「祓魔課」、「防魔課」、「深部」に分かれる。祓魔課には事件や依頼に対処する「祓魔係」、管理エリアの警戒と見回りをする「警邏係」、祓魔用の武器などの装備品と車両の管理をする「機械装備係」、使い魔の繁殖や飼育をする「蓄養係」がある。防魔課には担当受付窓口やカウンセリングの「担談係」、魔障療養所や病院の管理をする「医工係」、事件や噂、依頼現場の調査と視察などを行う「査察係」、塾講師や塾生の管理と運営をする「塾係」、結界や魔法陣印章などの管理をする「封印係」がある。深部では危険な呪物や悪魔の封印、貴重な聖遺物、資料の保管を行なっており、「最深部」と「図書部」に分かれて、防魔課封印係とも連携している。また、日本政府とのパイプ役として「特殊案件参助委員会」が存在し、内閣府と日本支部を繋げている。
正十字学園町（せいじゅうじがくえんちょう）
東京都に存在する正十字学園を中心とする山岳状の建造物群および川向の一帯からなる超学園都市。面積約5.52平方km、人口約42250人、人口密度8093.8人/平方km。その美しい外観から日本のモン・サン＝ミシェルとも呼ばれ、観光地としても有名。
最上層部にはヨハン・ファウスト5世（メフィスト・フェレス）の邸宅が存在する。中層部はメッフィーランドという遊園地や正十字学園駅、高速道路入口などの交通の要所が、下層部には学園関係者の居住区や学園森林区域が存在している。北は低価格住宅区域で、40年前は廃墟が多く、ホームレスや犯罪者が住み着いて危険な区域だった。
正十字学園（せいじゅうじがくえん）
正十字学園町にある、あらゆる学業施設が集約された名門私立校。燐や雪男たちは高等部に通っている。全寮制。セレブ学校であり学食は豪華かつ高額なので、金銭的に余裕のない者は近くの総菜屋を利用している。理事長・メフィストの力によって、中級以上の悪魔の出入りを防ぐ結界が張られている。地下には正十字騎士團日本支部の基地が所在する。
年に一度、二学期に行われる正十字学園祭はTV中継もされる有名なイベント。その2日目にはメッフィーランド内で人気アーティストを招いて行われる音楽フェスと、男女ペアの学生限定のダンスパーティーが開催される。
祓魔塾（ふつまじゅく）
正十字学園内に設けられた祓魔師養成機関。燐ら7人の祓魔塾生は、夏休み前の抜き打ち試験を経て全員候補生に昇格している。燐たちは1年生で、2年生以上のクラスが授業の聴講に現れることもある。施設の至る所にアルハンブラ宮殿を参考にした意匠を取り入れている。
授業科目は悪魔薬学、悪魔学、グリモア学、魔法円・印章術、聖書・教典暗唱術、悪魔歴史学、体育・実技、剣術など。
正十字学園七不思議
二学期以降、学園で流行しだした七不思議。ほとんどが悪魔がもとで起こっている怪異現象。
- 真夜中に学園を彷徨う白無垢 - 白無垢を着たオカマの霊。
- 真夜中に動くヨハン・ファウスト像 - 偶像に取り憑く低級悪魔。
- 女子寮のトイレの繭子さん - 女性の邪念の集合体である「悪霊」。
- 家族の肖像 - 「擬態霊」の取り憑いた絵。元メフィストのイタズラコレクション。
- 無人路面電車 - 「幽靈列車」と思われる。
- 蒐集鬼部屋（ヴンダー・カンマー） - メフィストのイタズラコレクション。
- 絶対に辿りつけない屋敷 - 物理的に辿りつけないようになっている「祓魔屋」。

地下図書館
正十字騎士團日本支部の地下にある図書館。古今東西の祓魔に関する書物や日本支部の歴史にまつわる記録が所蔵されている。閲覧には大量の書類審査と日本支部長であるメフィストの許可が必要。
京都出張所
京都市にある正十字騎士團の出張所。構成員の多くは明陀宗の者であるが、門徒以外の職員も在籍している。
アサイラム
祓魔塾の前身となった祓魔師養成寄宿舎の通称。身寄りの無い魔障を受けた子供や悪魔との血縁者を保護し、素質のある者を祓魔師として養育していた。藤本やアーサーを輩出したが、「青い夜」の爆心地となり16年前に閉鎖され、祓魔塾として改修された。一方でメフィストが作った異空間内には時間を停止させた状態で16年前とほぼ変わらない状態で「異なる時間軸のアサイラム」が保存されており、祓魔塾に施されたパズルを解くことで出入りできる。
十三號セクション
日本支部を支配するメフィストが生命工学の権威などを集めてアサイラムの裏で運営していた研究施設。当初の目的であった「八候王」用のクローン製造こそ早々に達成されたものの、実用に耐えるものではなかったため、憑依体を延命するためのエリクサー創薬とルシフェル、サマエル、アザゼルをもとにした強化人間の製造に目的がシフトした。ここで製造されていたクローン体にサタンが憑依したことが「青い夜」の直接的な原因である。
天庭（エル）
現在「創造皇」シェミハザの結晶が鎮座している聖域。古にはエデン・アヴァロン・桃源郷、日本ではタカマガハラ・天空（アマハラ）の庭と呼ばれている。結晶によって周囲の大地には多様な生態系が齎されており、亜熱帯植物と高山植物が同じ場所に自生している。
斉庭（ユニヒ）
シェミハザの結晶に祷りを捧げる聖域。歴代賢聖の修練場でもあり、メフィストの創造物で中での1か月が外での1時間に相当する空間へ通じる“奔星の扉”が存在する。
明陀宗（みょうだしゅう）
正式名称は「明王陀羅尼宗（みょうおうだらにしゅう）」。仏教系宗派の中でも特殊で、魔・鬼・穢れからの国家鎮護を掲げる魔を祓うことに特化した祓魔師集団。古今東西の祓魔術を学んで独自の修道を極め、いっときは200名もの規模を誇っていたが、「青い夜」で大量の僧侶が死亡したことから「祟り寺」と恐れられるようになり、信徒の減少・財政難で存続の危機に陥ったことから、10年前より正十字騎士團に所属することとなった。
不角が開祖であり、降魔剣「倶利伽羅」を本尊とする。150年ほど前に開かれ、総本山は洛北の金剛深山にある不動峯勝呂寺。世襲制の組織体制をとっており、不角の子孫である勝呂家が座主血統。僧正血統は元々10あったが、僧正頭の志摩家（総寺族41名）、僧正頭補佐の宝生家（総寺族19名）、僧正の三輪家（総寺族1名）・鬼頭家（総寺族4名）・花巻家（総寺族3名）・冬隣家（総寺族2名）の6家を残し、残る4家は断絶してしまっている。現在は先代座主が就く最高顧問の大阿闍梨や志摩家先代が就く相談役の大舎弟などが不在となっており、「青い夜」以降は座主直属の親衛・相談役である舎弟制度も廃止されている。不角は伽樓羅の憑依した魔剣・倶利伽羅で不浄王を鎮めたが、2つの目（不浄王の心臓）がこの世に残ったため、これを封印するのを使命としてきた。

### 悪魔
虚無界の住人達。物質界においては、生物・無生物問わず様々な物質に憑依して活動する。憑依対象としては、自分と似た性質のものに惹かれる。物質の一部のみを悪魔に乗っ取られた状態は寄生と呼ばれ、寄生が脳以外であれば性質・外見共にほぼ変化せず、憑依状態に比べれば祓魔もしやすい。強さによる階級が存在し、特定の「王」に属する性質を持つものが多い。上級・中級・下級に分類され、その中でも上位か下位かに分けられる。上級悪魔の場合、寄生は不可能で、一部の例外はあるが何らかの物質に憑依しなければ物質界に干渉できない。
性質は邪悪な者が多いが、「悪魔」という名称は騎士團が便宜上定義したものにすぎず、他宗教では「神」「天使」「明王」などとも呼ばれ、人間と共存したり、契約によって人間に益をもたらす者もいる。人間が悪魔への対抗策を得てきたのも悪魔から学ぶことによってであり、悪魔の力を“魔力”といい、作中世界における「魔法」は悪魔の力によるものである。悪魔に憑依されるとその魔力によって身体能力や細胞再生速度が向上するが、同時に憑依体はその負担により肉体が崩壊してしまう。尻尾が弱点で、強く締め付けられただけでも意識を失うほどの激痛が走る。心臓を顕すことで真の力を引き出すことができるが、そこは急所でもあるため破壊されれば必ず死ぬ。ちなみに尻尾を丸出しにしているのは人間でいえば全裸でいるようなもので、かなり恥ずかしい行為であるらしい。
「火」「水」「地」「氣」「腐」の5属性の間には相性があり、「魔元素の形成図」で表される。同じ属性の場合は弱い方が強い方に吸収される。「光」「時」「蟲」の間にどのような関係があるのかは不明で、どの属性にも属していない無属性の悪魔や「分類不明」とされる悪魔も存在する。現在は人類を敵視している悪魔至上主義の「ルシフェル派」と、彼らに反対して人類に協力する「正十字騎士團派」に分裂している。
関係にも深浅があり、使い魔のように人間に飼い慣らされた悪魔は魔神や八侯王の権力の外となって、命令で従わせられなくなる。
八候王（バール）
悪魔の王族。総勢8名。それぞれの間には序列が存在し、第1権力者から順に「光の王」ルシフェル、「時の王」サマエル、「氣の王」アザゼル、「火の王」イブリース、「水の王」エギュン、「腐の王」アスタロト、「地の王」アマイモン、「蟲の王」ベルゼブブ。
各々の属性に連なる悪魔たちを統率し、下位の王ほど眷属の種類や数が豊富になる。呼称は時代や国、信仰によって千差万別にあり、神として崇められる地域も存在する。凡百の悪魔に比べてかなり格上で、悪魔図鑑のレベルでも「上級〜」と評価されている。
元々は虚無界そのものであるサタンから生み出された概念的な存在でしかなく、人類とも一定の距離を保っていたが、文明が発達したことで輪郭が明確になりついには受肉を果たせるようになった。ただし超高位の悪魔であるため憑依体への負担も大きく、短期間で使用していた体が崩壊してしまうという欠点も抱えている。憑依体をもとにした良質なクロン強化人間を作り出し定期的に憑依体を取り替える計画も合ったが、肉体はともかく精神面で別物であるため憑依体とはならず、ルシフェル、サマエル、アザゼルのクローンを利用したエリクサー試験も平行して行っていた。現状では悪魔至上主義を掲げるルシフェル派閥にイブリース、エギュン、アスタロトが協力し、人類保護を唱えるサマエル派閥にアザゼルが協力しており、アマイモン、ベルゼブブは中立の立場にある。
基本的に自らの眷属を部下として使うが、他属性の悪魔は、その属性の王に協力を要請して借り受けて使うことができる。無属性の悪魔については、眷属のしがらみなく協力を要請できる。
双皇（ソール）
八候王に並ぶ虚無界の権力者。「創造皇」シェミハザと「虚無皇」アルムマヘルの2名。両名ともサマエル派閥に所属。氣の王アザゼルと共に正十字騎士團を結成し、三賢者として最高顧問の地位に就いている。アザゼル同様初代の憑依体を使用し続けているため本体は結晶化が進んでしまっている。
巨人（ネフィリム）
悪魔と人間のハーフのこと。1代目が一番能力を引き継ぐが、2代目、3代目とパートナーが人間であれば子供の能力は薄まっていく。長寿の1代目は200歳ほどまで生きるが、肉体が保たずに短い命で死亡する例もある。子供は生まれてすぐ何でも食べるようになるという。
祓魔師の一般常識として、悪魔との混血の家系はざらにあるもので、むしろ祓魔師の方が多いとされる。作中においては奥村兄弟のほか、神木家や杜山家などがこれに該当する。
また、悪魔の仔を身籠った女性には“魔揺籃（クレイドルバリア）”と呼ばれる超能力が発現し、母体を傷つける行為は全て詛いとしてはね返える不可侵状態となる。出産して臍帯を切れば“魔揺籃”は消える。

#### 光の王の眷属
「光の王」ルシフェルの眷属で光にまつわる悪魔。
熾天使（セラフィム）
ルシフェルのみが作り出すことのできる光の魂。レベルは中級から上級。ルシフェルの言葉をスピーカーとして伝達できる。召喚後徐々に熱量を上げ、最終的には爆発する。
幻（ファンタズマ）
光子に憑依する悪魔。階級は上級以上。光の屈折などを利用して様々な姿に千変万化する。蜃気楼を起こすことも。

#### 時の王の眷属
「時の王」サマエルの眷属で時空にまつわる悪魔。数が少ない。
幽靈列車（ファントムトレイン）
列車に憑依する中級悪魔。物質界と虚無界を行き来する能力を持つ。人気のない駅のホームで電車を待っていると、どこからともなく現れ乗せた人間を餓死させて霊となった魂を奪い走り去り、そのまま虚無界へと連れ去ってしまう。体内に蓄えた霊を奪われると狂暴化する。
死神（デス）
ローブを身につけた骨と皮だけの姿をした悪魔。階級は上級以上。時空にまつわる未知の物質に憑依している。人間が死に際に霊や悪霊など悪魔化しないように“死”を伝え導く存在。契約下では対価に死を求める。手には鎌と砂時計を持っており、この砂時計を破壊することで人間を死に至らしめることができる。
黒妖犬（ブラックドッグ）
黒い犬の姿をした悪魔。階級は下級から上級。時空にまつわる未知の物質に憑依している。人の死に際に現れ、つけ回す特性がある。人懐っこい性質でもあるため、下級から中級のものは悪魔の痕跡を追う探知魔犬として騎士團が捕獲、訓練している。
影（シャドウ）
人の形や性質を真似て様々な場所に佇む悪魔。階級は下級から中級。時空にまつわる未知の物質に憑依している。大半は弱々しく儚い存在だが、強い個体になると人間への執着心が強く、人の神経系統に影響を与える。“シャドーピープル”、“シャドーマン”などと呼ばれ、世界中で目撃例がある。

#### 氣の王の眷属
「氣の王」アザゼルの眷属。地属性に強く腐属性に弱い。存在には水と火の属性が必要。
白狐（ビャッコ）
氣の眷属。「神使」として狐に憑依する悪魔。本来は食物や農耕の守り神。レベルは下級から上級までと幅があり、上級になると肉体を捨て、光と氣に憑依する存在となり、全国の神社にいる下級の眷属を「兄弟」として従える。上級個体の魔力行使として『靈（たまゆら）の祓い』と『鎮魂（みたましずめ）の祓い』が登場している。
猫又（ケット・シー）
氣の眷属。猫に憑依する悪魔。レベルは下級から上級。世界中に存在し、日本のもので長生きした個体は尾が二又に分かれている。神使のように人の言葉を話すことはできないが、頭のいい個体は正確に言葉を理解する。
霊（ゴースト）
死体から気化した物質に憑依する悪魔。レベルは下級から中級。死体の生前の感情を残すものが多いため、心残りを取り除くと成仏する。気体に近い粒子で構成され、一瞬で分散・集合する能力を持つため物理攻撃は効きにくく、分散した状態では本来効果がある炎も通じにくくなる。祓魔には詠唱が有効。
悪霊（イビルゴースト）
霊の中でも邪な思念を持ち、人や物・環境に害を与える悪質な種類。正十字学園女子寮に出現した「繭子（マユコ）」のような、複数の霊の集合体は邪になりやすい性質を持つ。
擬態霊（シェイプシフター）
霊が水・泥・ヘドロ・絵具といった半固体に憑依した存在。人間の恐怖を写して姿を変える性質を持ち、悪霊と同様に邪になりやすい。
呪物（フェティシュ）
霊が別の物質に寄生することの総称。レベルは下級から上級。所有するだけで持ち主によくないことがあることが多い。
吃驚匣（ジャック・イン・ザ・ボックス）
呪物の一種。箱の中に人を引きずり込んだり、中から人を脅かす。強力なものは何人も人を喰らう。レベルは中級まで。
悪魔骨牌（あくまカルタ）
呪物の一種。本来は詠み札となる召喚節と対になる魔法円を早く正確にたたくというゲームに使うものだが、作中に登場したものは錯乱して自殺した詠唱騎士の霊が詠み札に憑依した呪物と化しており、一度解き放たれるとゲームが終わるまで詠み札を詠唱し続ける。
麒麟（フールフール）
氣の眷属の中でも超上級悪魔。積乱雲内部の雷やプラズマに憑依して現れ、雷雲の中を跳ね回って遊ぶ。極端に臆病で滅多に人前に姿を現さない。竜と馬を組み合わせたような外見。本来であれば召喚には長い詠唱と複雑な儀式が必要となる。
氣精（シルフ）
「精霊（エレメンタル）」の一種。空気に憑依し、小さな妖精のような姿形に似せて現れる。空気を正常に保ち守る性質を持つ。いたずら好き。レベルは下級から中級。
旋風を起こして周囲の物体を切ることができるため、丸ノコのように形を変えて武器としても扱える。また「氣精の鈴」と言う形で目標に纏わり付かせ、おおまかな位置を継続的に探知することができ、“是非儀（ウィジャグローブ）”と連動させる事で対象の位置を特定する。
氣神（セト）
タツノオトシゴのような姿をした悪魔。口から烈風を吹き出す。
風天（ヴァユ）
氣の王の眷属の中でも最上級に分類される悪魔で、護世八方天の東の守護天神。上半身は4本腕で、帆の付いた杖を持つ。
雷天（インドラ）
氣の王の眷属の中でも最上級に分類される悪魔で、護世八方天の北西の守護天神。上半身は4本腕で、稲妻を象った槍を持つ。
霜兵（ジャックフロスト）
氷の精霊。階級は下級。小さな雪だるまのような姿をしている。大気中の氷晶に憑依する悪魔の最も小さい個体。好戦的で悪戯好き。冬や寒冷地で活発化する。
冬将軍（ジェネラルフロスト）
霜兵を統率する氷の精霊の最上級悪魔。霜兵を巨大にしたような外見。大気中の氷晶に憑依する悪魔の大きな個体。冬や寒冷地で活発化し、巨大な軍隊（コロニー）を形成し、統率する。怒らせると周辺を凍結させるほど暴れ回る。

#### 火の王の眷属
「火の王」イブリースの眷属。腐属性に強く水属性に弱い。存在には氣と地の属性が必要。
化燈籠（ペグランタン）
照明器具に憑依する悪魔。レベルは下級から中級。火が灯されると動き出し、生物（好物は人間の女）を食して燃料にする。その火が消えるか夜が明けると動かなくなる。
火蜥蜴（サラマンダー）
火に憑依する悪魔。「精霊（エレメンタル）」の一種で、爬虫類の姿で現れる。レベルは下級から中級。不浄王討伐の際に召喚された。
伽樓羅（カルラ）
声 - 村瀬歩
火の眷属。火に憑依する仏教系上級悪魔で、火の鳥のような姿で現れる。不死鳥（フェニックス）、鳳凰（ホウオウ）、朱雀（スザク）とも呼ばれる。強力な炎を操り、動物の細胞を活性化させる力を持つ。究極の再生能力を持つ悪魔の1つ。使役者は「伽樓羅焔（カルラエン）」と呼ばれる焔の力に加え、肉体への負担と共に使用者の生きた年月を焔に変え一切を焼き尽くす「劫波焔（ゴウハエン）」という大火焔の術を使用できる。契約者が何かを秘密にした時に生じる嘘や疑心のような芥を喰らう。
自身の存在と契約した理由についての秘密を代価として、不浄王を封じる力を貸す契約の元で明陀宗座主が代々使役していた。藤堂に喰われたことで2つに分裂してしまう。不浄王復活時に自身の存在が明るみに出たことで座主血統と交わしていた契約は失効したが、達磨自身と個人的に交わした契約に基づき竜士に力を貸す。その後は契約が切れたままになっているのか不明。
烏枢沙摩（ウチシュマー）
声 - 大河原爽介
火の眷属。火に憑依する仏教系上級悪魔。火天（アグニ）とも呼ばれる。伽樓羅よりも強力な炎を操る。穢れを嫌い、不潔を浄化滅却する力を持つ。加護を受けた者は火の輪を飛ばす「火車輪斬（カシャリンザン）」や、物質界すべてを焼き尽くす火球を放つ「火生三昧（かしょうざんまい）」を使用できるようになる。不浄王の旧敵。召喚には上級以上の手騎士10名以上が必要。
明陀宗の10人の僧正たち（150年の間に半分にまで減ってしまっている）に仕えている。不浄王討伐の際に召喚され明陀の騎士たちに炎の加護を与え、不浄城に突入した燐にも力を貸した。
火国の兵（ムスペル）
イブリースが使役する溶岩のような外見の巨人。

#### 水の王の眷属
「水の王」エギュンの眷属。火属性に強く地属性に弱い。存在には氣と腐の属性が必要。
蝦蟇（リーパー）
蛙に憑依する下級悪魔。基本的には大人しいが、目を見て感情を読む能力があり、心に弱みを持つ者には容赦なく襲いかかる。肉食性。欧州には水上を飛び超音波を発するものもいる。
水精（ナイアス）
水に憑依する悪魔。「精霊（エレメンタル）」の一種で、人間の女性の姿で現れる。「妖精（ニンフ）」の仲間。「ウンディーネ」とも呼ばれる。レベルは下級から中級。
複数の水精がいるときは、水球で相手を閉じ込める「水精の水牢（ナイアデス・カルセル）」を使用できる。
大王烏賊（クラーケン）
長く生きたダイオウイカに憑依する中級悪魔。知能は低いものの、その巨体ゆえに海中での強さは計り知れず、作中で熱海に出現した個体は年老いたとはいえ上級悪魔である海神・海津見彦を圧倒するほどの力を持っていた。
水中では「大渦潮（メイルストロム）」という大技を使うため非常に危険。吸盤からは偽烏賊（スキッド）を放つほか、瀕死になると「擬態吐き」により大量のダミーを作り出すという厄介な性質を持つ。
海神（ワダツミ）
長く生きたクジラ類やウミガメなどに憑依する上級悪魔。「トリトン」とも呼ばれる。年を取ったものは神使と同じく人の言葉を話し、個体ごとに所有する縄張り内の海洋生物や悪魔を統率する。
海坊主（シーモンク）
土塊（ゴーレム）に海の岩礁生物が生えた状態。レベルは下級から中級。珊瑚などの岩礁生物を生やす能力を持つ。

#### 腐の王の眷属
「腐の王」アスタロトの眷属。氣属性に強く火属性に弱い。存在には水と地の属性が必要。
魍魎（コールタール）
菌類に憑依する悪魔。暗く陰気で不衛生な場所・人間に群がる性質がある。悪魔の中では最下級に位置し聖水を噴霧する程度でも祓魔できるが、最も数が多く大量に群れると質が悪くなる。同じく菌類に憑依する不浄一族とは類縁関係である。
魍魎王（コークス）
魍魎の集合体。微細な下級悪魔である魍魎とは違い、中級〜上級に匹敵する強敵となる。
屍（グール）
人や動物の死体に憑依する下級悪魔。土葬を行う国や地域に見られ、現代の日本で出現することは稀である。生きた人間に悪魔が憑依した状態の「屍人（ゾンビ）」とは別の悪魔。喋らず、動きは鈍く、食人性はないが、攻撃的。致死節や聖銀製武器・強力な火器による致死量の攻撃で祓魔できるため、比較的倒しやすい。ただし屍系統の悪魔の体液・魔障は、生物の皮膚を短時間で壊死させる強烈な作用を持ち、すぐに手当てをしなければ命にかかわるため非常に危険。
屍番犬（ナベリウス）
古代人が屍を繋ぎあわせ、対・悪魔戦闘用に人工的に造り出された中級悪魔。現在では新たに造り出すことは倫理的にも禁忌とされており、その技術も固く封印されている。
個体により形状は様々であるが、総じて死体を繋ぎ合わせたようなグロテスクな見た目をしている。非常に凶暴だが、ある程度の知性はある模様。暗闇を好み、暗い場所では活発化する。
不浄一族（ふじょういちぞく）
中世に世界各地で猛威を振るった上級悪魔たち。魍魎の亜種。
不浄王（ふじょうおう）
アスタロトが従える四匹のペットの一匹で「不浄一族」の生き残り。
現在確認されている中で最も巨大な悪魔。「心臓」を核として増殖し「不浄城」を作り上げた後、城塞に抱く胞子嚢の中から誕生する。火を苦手とするが、中級悪魔や火炎放射器の火力では歯が立たない。不浄城は一見和風な建築物にも見えるが、不浄王の肉体から生み出された存在であるため、城塞に足をつけると即座に襲い掛かってくる。祓魔には心臓を墳滅する必要があるため、一度胞子嚢を破裂させなければ倒せない。生物が瘴気を浴びると皮下に水疱状の胞子嚢が無数に出現、さらに飛沫や瘴気を浴びた者たちを苗床に何度でも復活する。
江戸時代（安政5年）の日本に現れて熱病や疫病を蔓延させ、4万人以上の犠牲者を出したという。明陀宗では「明陀の祖・不角が降魔剣・倶利伽羅で降伏し、その際にこの世に残った右目を明陀が代々封印している」とされてきた。
不角は伽樓羅の憑依した魔剣・倶利伽羅と契約し不浄王と戦ったが、急所の心臓を2つに分け封印する（この二つに分かれた「心臓」が、後に「不浄王の目」と呼ばれるものとなる）ことで仮死状態にするに留まった。以来、不角の子孫である代々の座主は、この秘密を代価に伽樓羅を使い魔として使役し、仮死状態の不浄王を（元）総本山内の降魔堂地下に炎で封じてきた。
不浄王の目は実際には「右目」と「左目」の2つあり、このことは明陀宗の中でも僧正位以上にのみ伝わる秘密で、左目は正十字騎士團日本支部最深部に、右目は京都出張所深部に封印されていた。目だけでも強力な瘴気を発し、非常に危険。伝説では、右目と左目が揃う時より強毒な新型の瘴気を生み出すとされてきたが、真実は歴代の座主のみが知る秘密だった。
両目を手にした藤堂の手でおよそ150年の時を経て復活。金剛深山のほぼ全域を不浄城で覆い尽くし、大量の瘴気を発生させながら遂に誕生する。しかし、竜士と契約した伽樓羅が張った結界と偶然の豪雨のおかげで被害は近隣だけにとどまり、烏枢沙摩の力を借りた燐の「火生三昧」を受けて山膚ごと焼き清められ消滅した。
不浄姫（ふじょうき）
アスタロトが従えるペットの一匹。不浄王の亜種。不浄一族の生き残り。
不浄王同様、心臓を2つに割られてイエメン支部に封印されていた。悪魔喰いの女がその心臓を喰ったことで復活、不浄城を展開し胞子嚢から誕生して近隣に瘴気を放出し始めたが、アーサーの手で一刀両断され消滅。直後、悪魔喰いもその力を許容できずに消滅した。
不浄男爵（ディサイドバロン/ふじょうだんしゃく）
不浄一族の中では下っ端だが上級悪魔に分類される。不浄王や不浄姫に比べれば小柄だが、彼らと同じく瘴気を吹き出す能力も持つ。
屍人（ゾンビ）
肉体的・精神的に弱った人間に寄生する悪魔によって肉体が壊死していく状態のことで、通例は食人性を発症した時点で悪魔と判定される。レベルは下級から中級。声帯や脳が侵されていない場合に限り稀に喋る個体が存在する。動きは鈍いが食人性があり、攻撃的。祓魔のためには武器や強力な火器で脳幹を破壊する必要がある。
イルミナティによる不老不死薬実験の被験者の成れの果てが新型の人造屍人となっている。この屍人は細胞の再生と壊死がせめぎ合っており、人間性はすでに失われ肉体再生能力のために最低でも30回前後は脳幹破壊を繰り返さないと活動を停止しないことから中級から上級にランクされる。より細胞再生能力が高いものは全個体が上級悪魔相当で、捕食したものや負傷箇所に付着したものを体内に取り込む性質を持つ「異形屍人（キメラゾンビ）」となり、エリクサーの過剰摂取により巨大化したものは「膨張屍人（インフレゾンビ）」と呼称され、再生力を維持するために熱源体を求めて蠢き周囲の物質を吸収し続ける。

#### 地の王の眷属
「地の王」アマイモンの眷属で大地にまつわる能力を持つ悪魔。水属性に強く氣属性に弱い。存在には腐と火の属性が必要。
鬼（ゴブリン）
鼠や土竜などの小動物に憑依する悪魔。レベルは下級から中級で、いたずら程度の魔力を持つ。サイズは個体によって様々で、手の平サイズの者から人間を超えるほど巨大な者もいる。土地や地域によって何百と種族が存在し、「小鬼（ホブゴブリン）」もその一種。鈍器や刃物で武装することもある。
山魅（デックアルプ）
声 - 富沢美智恵
草木に憑依する下級悪魔。基本的に力は弱く、普通はおしゃべりとイタズラ好きなくらいだが、稀に人の心に取り入り凶悪化する例もある。
緑男（グリーンマン）
人が作った泥人形に憑依する悪魔・「土塊（ゴーレム）」に苔や植物が生えた状態。レベルは下級から中級。体内から植物を生成できる能力を持つ。基本的に大人しい。
囀石（バリヨン）
石や岩に憑依する下級悪魔。奇声を上げる以外、基本的に動かない。持ち上げたりすると重くなる。古く強力なものは人に飛び掛かることもある。
蛇（ナーガ）
蛇に憑依する悪魔。レベルは下級から中級。世界中に様々な種族が存在し、邪な者も多いが、日本のように利益をもたらす神として祀られる地域も存在する。長く生きた物は「蛇王（ナーガラジャ）」と呼ばれ蛇を統率し、上級種の多くは不死性を持つ。明陀宗の手騎士が操る。
八岐大蛇（ヒュドラ）
蛇王の一種。レベルは中級から上級。強力な肉体再生能力を持ち、頭を切断されても短時間で生え替わる。8つの頭が特徴。究極の再生能力を持つ悪魔の1つ。

#### 蟲の王の眷属
「蟲の王」ベルゼブブの眷属。
虫豸（チューチ）
小さな虫類に憑依する下級悪魔。集団で動物の血を吸ったり、死体の肉を食らう。一度神経を侵されると、その時刷り込まれた刺激で簡単に催眠にかかる。
蜘蛛王（バエル）
ベルゼブブのペットで、子供が両手で抱えるほどに大きい蜘蛛の姿を持つ。どの次元の衝撃にも干渉しない“無元糸”を吐く。

#### 虚無皇の眷属
夜魔徳（ヤマンタカ）
大威徳明王とも呼ばれる明王級の仏教系上級悪魔。虚無皇アルムマヘルの眷属。物質に憑依することなく物質界に出現する。水牛のような頭部と、虚無界の存在を焼き尽くす「虚無界の炎」と呼ばれる漆黒の素粒子でできた2対の腕を持つ胴体を有する巨人の姿で現れる。この「虚無界の炎」は物質を傷つけずに憑依した悪魔を滅することができ、生物に対しては魂だけを焼き尽くすことができる。召喚中は契約者の身体能力を強化する力があるが、使用後の負担が大きく使役者の持久力が不足していると召喚後に気を失って倒れてしまうこともある。一度攻撃した相手に"臭い"を付け、追跡することが可能。
志摩家の本尊として祀られている。先代の契約者であった矛蔵が「青い夜」で死亡したため、当時まだ生まれて間もなかった弟の廉造を次の契約者に選んだ。
黑龍（ヘイロン）
巨大な龍の姿をした悪魔。中級以下の悪魔を錯乱させる黒炎を口から吐いて操る。契約者のルーシーの力量が高いので、混戦でも悪魔だけを的確に狙って錯乱させることが可能。

#### その他の悪魔
虚無界の門（ゲヘナゲート）
虚無界へと繋がる門。魔神の血を媒介にするためサタンだけしか召喚できない悪魔。レベルは中級から上級。血の質や量によってその外観や大きさに変化が出る。食いついたものを離さない性質を持つが、青い炎であれば対処できる。
悪魔喰いの出現と時を同じくして、ロシアの元加速器実験施設にも出現し、徐々に勢力を拡大している。現状ではメフィストが門周囲の時間を止めることで対処しているが、周辺に下級〜中級悪魔が群がり大地や北極海を汚染し始めている。予定では結界は年明け2月までは維持できるはずだったが、1月2日にメフィストが雪男に銃撃されて重傷を負ったことが原因で維持が困難になってしまう。
雪男（スノーマン）
土塊（ゴーレム）に雪が付着した状態。
お菓子の鳩時計（クーヘンズクッククスウァー）
アマイモンを封じ込める際にメフィストが出現させた、お菓子でできた巨大な鳩時計型の上級悪魔。鳩が対象を掴み中に引きずり込む。内部は時間が止まっている。
一番防御力が高い牢屋（ダスシュタルクステゲフェングニス）
声 - 西地修哉
処刑命令が出された燐を拘束する際にメフィストが召喚した中級悪魔。外側からは簡単に開くが、敵意を以て近づく者の動きを止められるのが高い防御力とされる所以。内部はガラクタの山が続く異空間で、内側からは決して開かない。
人形（ガラテア）
悪魔や霊が人形や像に憑依した状態。基本的に下級。稀に上級が宿ることもあるが、その場合は憑代となった人形は長く持たない。
九尾（きゅうび）
アジア圏の様々な物語に登場する古の上級悪魔。本性を現すと狐の耳と9本の尾が現れる。華陽夫人・妲己・玉藻前など複数の呼び名がある。強い妬みや願望を持つ美しい女性の心の隙間に寄生して徐々に肉体に憑依、周囲の者の生気を奪い憑依体を若く、より美しく維持させる。強力な細胞再生と壊死の能力を持つ。
神木家の祖先である陰陽師に祓魔されたが、完全に倒されず殺生石となった。狂っているため従えるどころか寄り添うことすらできず、1000年もの間封じ鎮められていた。玉雲に九尾が憑依して復活したのと時を同じくして殺生石は消滅した。5年間玉雲の肉体に憑依、その後「選ばれしものの仮面」を使用した出雲に憑依し肉体を乗っ取ったが、再び玉雲の肉体に戻り彼女とともに死亡した。
食屍鬼（ネクロファージャー）
人間の死体を好んで食べ、場合によっては生きた人間も襲う凶悪な悪魔。レベルは下級から中級。出現は希で、人間そのものに異常な執着を見せる人間に憑依する傾向がある。憑依されると下アゴが発達し、下半身が何らかの獣の姿になる。
三猿鬼（スリーワイズモンキー）
世界中に存在する「見ざる」「言わざる」「聞かざる」知恵を解く置物に憑依する下級悪魔で、近づく人の本音を「見たい」「言いたい」「聞きたい」状態にさせる能力を持つ。
山姥（バーバ・ヤガ）
山に棲み、長く生きたことにより悪魔に憑依された妖婆、魔女。レベルは下級から中級。村に降りて悪さをしたり、食人の特徴がある。
一目坊（サイクロプス）
電車並みの巨体を持つ一つ目の巨人の姿をした悪魔。階級は中級から上級以上。古い悪魔で、現代では特に大きな個体は見られなくなっている伝説上の悪魔。巨大なものは火や製鉄に纏わることが多く、火と鉄の神とされ、希に人を食すと伝えられる。一つしかない瞳からは高熱のビームを放つことができ、戦場は焼け野となったという伝承が残るほどの戦闘能力を持つ。非常に珍しい悪魔らしく、最後の討伐記録は12世紀前のものだった。個体数が少ない所為か謎も多く、象の死骸に憑依するなどの仮説もある。
新年早々池袋に出現し、電車やビルを破壊しながら大暴れする。討伐部隊を苦戦させるが、ライトニングの援護を受けたシュラによって祓魔された。しかしこの戦闘が原因で東池袋公園にあった重要な慰霊碑が破壊されてしまい、大量の霊たちが解き放たれることとなった。
輪廻竜（ウロボロス）
究極の再生能力を持つ悪魔の1つ。
器械鬼（グレムリン）
無属性の下級悪魔。事故や事件で切断された人間の体の部位に憑依し、変貌する悪魔。人間の作った機械や絡繰りなどに悪戯をする。あらゆるものが機械化された現代では、その「悪戯」が命取りになる場合も。
姑獲鳥（ハーピー）
無属性の中級悪魔。出産などで苦しみ、亡くなった女性の遺体に憑依し、変貌する悪魔。暴食かつ雑食で、あらゆるものを食べるが、特に嬰児から幼児を好んで食べたり、奪い去ったりする。

### 道具
魔剣（まけん）
悪魔が憑依した剣。燐の「倶利伽羅」、アーサーの「カリバーン」、シュラの持つ「牙」など。使い魔の場合と同様、契約が必要となる。
分類は2種類。1つは武器に悪魔が憑依する「憑依型」で、その悪魔と契約することによって強力な武器となるが破壊されると祓魔されてしまう。もう1つが悪魔との契約により武器に魔力が付与された「加護型」で、こちらは武器が破壊されても問題はないが契約した悪魔自体が祓魔されると魔力を失う。魔力が抜けても形が残った加護型魔剣は憑依の対象としても魅力的なものとなる。
降魔剣（こうまけん）
「倶利伽羅（クリカラ）」の別名を持つ、古から伝わる日本刀型の魔剣。150年ほど前にメフィストが作り出して不角に与えたもので、以来明陀宗の本尊として保管されていた。
一種の“異次元”ドアであり、柄は虚無界に通じ、鞘が扉となっていて、2つ揃う事で魔を虚無界に封じる事が出来る。製作者であるメフィスト曰く、「不動（フドウ）」を長とする仏教系の炎の悪魔を憑依させて使う剣で、本来は憑依型魔剣だった模様。藤堂によれば、明陀の祖・不角は火の悪魔・伽樓羅の憑依したこの魔剣と契約し不浄王と戦ったが、不浄王を鎮めた際に伽樓羅は剣から去ったという。燐と雪男が生まれる少し前、不動峯寺に現れた獅郎が達磨から手に入れた。
この剣には、メフィストによって燐の炎が移植され、鞘によって封印されている。メフィスト曰く「炎の源である悪魔の心臓」を封印したという。真髄は刀身ではなく“拵”である柄と鞘の部分で、ここに燐の炎を封じていた。 そのため現在は憑依型にも加護型にも当てはまらない特殊な魔剣となっている。アマイモンによれば、刃の部分が虚無界につながる小さな入口で、鞘がその扉の役割を果たしている。刀を抜けば燐は悪魔の状態となり、再び鞘に戻せば尻尾や牙が残るものの人間に戻る。獅郎亡き後は燐が肌身離さず持ち歩いており、戦闘時に武器として用いている。ただし刀を抜けば、青い炎が抑えられなくなる。なお、燐の心臓を宿した今でも悪魔を憑依させることはできる。燐の精神状態も影響を与えており、彼が暴走を恐れて苦悩していた時には鞘から抜けなかった。
イルミナティの元へ向かう雪男を止めようとした際にサタンによって真っ二つに折られてしまう。これにより封印が解かれ、悪魔の心臓が燐の体内へと戻った。
カリバーン
声 - 東山奈央
アーサーと契約している憑依型魔剣。オカマ（アニメ版では女性）。グレートソード型で柄頭が人の顔の形となっており、人語を話すという珍しい性質を持つ。アーサーの肉体が契約の対価であり、頭髪の一部だけを代償として放った「エンジェルスラッシュ」でも巨大上級悪魔である不浄姫を一撃で屠る威力を発揮する。
牙（きば）
八郎太郎大神の牙から生み出された日本刀型の加護型魔剣。鎬の部分に目玉模様があるのが特徴で、風や水を凍らせる神通力を宿す。霧隠流魔剣技として、無数の衝撃波を飛ばす「蛇牙（ダボウ）」や圧力を発生させる「虚々（ガラガラ）」を使うことができ、髪・爪・血を代償にすることで、「蛇腹化」という刀身が蛇のような形に変わる性質を持つ。霧隠一族の者が代々継承し、普段は彼女たちの胸の入れ墨の中に収められている。
シュラと八郎の契約が解消されたことで剣としての形は保っているものの魔力は失われ、それに伴い目玉だった部分はただの穴に変化した。体内に収納する能力も失われたため現在は鞘の製作を待っている。現在は氣と水の属性との相性が特に良い魔力を憑依させやすい器となっており、優れた手騎士の援護を受ければ存分に力を発揮できるようになっている。
焚木剣（ティソーナ）
炎に耐性を持つ魔剣。青い稲妻作戦において第250代聖騎士が使用したが、燐の心臓を破壊することはできなかった。

鍵（かぎ）
作中には特殊な力を持つ様々な鍵が登場する。如何なる物も如何なる場所に隠すことができる特殊な鍵「神隠しの鍵」や、目的地へとすぐさま繋がる鍵など、その種類・用途は様々である。ただし大人数を同時に遠くへ移動させる鍵は存在していないとされる。
神隠しの鍵
如何なる物も如何なる場所に隠すことができる鍵。持ち主を望む次元へ導く唯一無二の万能鍵（マスターキー）でもあり、タイムトラベルに使うこともできる。
印章紙
手騎士が使用する悪魔を召喚するための魔法円を記した紙。契約済みだが信頼関係が十分に築けていない悪魔を強制的に召喚するための装置。対象と十分に信頼関係が結べている場合は使用せずとも召喚が可能となる。
錫杖（キリク）
明陀宗の祓魔師のうち、特に騎士称号の者が使用している棒状の武器。普通の棒術のように使うときもあれば、使い魔の加護を受け、特殊な力を宿す時もある。特に志摩家がよく手にしている。廉造は分解して制服の下の専用ホルダーにいれ、常に持ち歩いている。
魔法弾（マジックだん）
悪魔の恩寵を受けることで、その属性の力を得る銃弾。分類としては加護型魔剣の一種ともいえる。弾の威力は、力を与えている悪魔の強さに依存する。
迷彩貫頭衣（めいさいポンチョ）
着用したものの姿を見えなくする道具。欠点は着用した者たち同士でも姿が見えなくなってしまうことと音までは消せないこと。
モリナスの契約書
通称「悪魔の契約書」。契約者が契約不履行となった場合書面を作成した悪魔から報復される。本来は契約者が約束を破った場合、悪魔が自動召喚され主人の命令を行使するという単純なシステムであり、命令が「契約者を殺せ」か「契約者を守れ」かは主人の采配に因る。
デビル☆バニッシャー
三角とネイガウスが開発した“対・悪魔用自我忘却兵器”。虚無皇の結晶から醸す黒い炎を圧縮したロケット弾を発射、着弾すれば物質に憑依する悪魔の主体性（アイデンティティ）を廃忘させ、物質との同一性を失わせることで完全に消滅させる。人間の主体性は悪魔より強いため、炎に直接深く触れたり、長期間晒されなければ、人体にはあまり影響は無い。

### イルミナティ関連
啓明結社イルミナティ
「光の王」ルシフェルが総帥を務める謎多き組織。200年以上の歴史を持つ有名な秘密結社。現在では既に存在しないとされていたが、「青い夜」後にルシフェルが十三號セクションから盗み出したエリクサーの研究を継続するため再興され、以降積極的な活動が確認されるようになった。その目的は魔神サタンを復活させ物質界と虚無界を融和させること。
悪魔の魔力を元にした魔法と科学の融合技術がかなり進歩しており、エリクサーや境界の主はその研究成果でもある。現在は「選ばれし者（セイバー）」と呼ばれる者たち（騎士團では「悪魔喰い（デーモンイーター）」と呼称）が世界各地の不死・再生能力の高い悪魔を求めて活動を行っている。日本で活動していた「光明財団」などを隠れ蓑にして世界中で暗躍しており、国家規模のバックアップを受けている可能性が指摘されている。
世界崩壊を目標としながらも、社員への福利厚生がしっかりしたホワイト企業。食堂では世界中の食べ物が無料で提供され、社員はショッピングモール、映画館、ボウリング場などのアクティビティーや、病院、ジム、パーソナルトレーニング、理学療法を受けることができる。勤務時間は職種によってフレキシブルだが、報酬はイルミナティにどれだけ重大な貢献をしたかで決まり、選考プロセスはかなり透明で明確。
エリクサー
外道院が開発した人体の細胞を活性化させる不老不死の妙薬。悪魔の細胞再生能力のメカニズムを解明し、細胞を無限再生させるための薬品。より再生能力の高いものを製造するため幾多の人体実験が行われた。
元々は八侯王用の生体クローンの劣化を停止させるために正十字騎士團の元で研究開発されていたもの。「青い夜」のために騎士團内での研究は無期限中止されたが、その情報を盗み出したイルミナティが研究を継続することになった。
境界の主（ドミナスリミニス）
北米研究所が開発した“魔法光学迷彩空中母艦”。原動力には熾天使が用いられる。艦の周囲はシールドで守られているので甲板にいても気圧も気温も空気抵抗もほとんど感じない。要塞の中には結社の魔法化学研究の中枢が存在し、特に武器や装備開発に力を入れている。奥の手として、艦の周囲に現れた敵を一網打尽にする“セラフィンパルス”がある。原動力の熾天使を圧縮、爆発させて衝撃波を発生させるというもので、艦の80%以上のシステムと動力の70%がダウンする諸刃の刃であるが、2体の上級悪魔を瞬殺するほどの威力を持つ。
ルシフェルの拠点として上空を巡航していたが、艦に連れてこられた雪男が呼んだ風天と雷天の攻撃で損傷、さらに神隠しの鍵で艦内に侵入した燐と雪男の兄弟ゲンカの余波で大破、撃墜される。
次元可変火炎放射器（じげんかへんかえんほうしゃき）
イルミナティで開発された火炎放射器。赤い炎、黒い炎、青い炎を83%の再現性で放射できる。
アルムマヘル銃
虚無皇アルムマヘルの結晶原石を使った銃。上級悪魔にも致命傷を負わせる強力な祓魔武器だが、人間が長時間使用すると記憶障害を起こす事が判ったため、試作機（テストタイプ）と原型機（プロトタイプ）が造られたまま量産はされなかった。しかし、黒い炎を無効化する体質の雪男ならば使えるということで、譲渡される。

選ばれし者（セイバー）
エリクサー実験で肉体強化に成功した実験体に、悪魔を強制憑依させて理性を保てた人の中から、再生能力の高い悪魔から順にほぼ全種族の悪魔に強制憑依を繰り返すという究極の難行を積んで生き残った者。“選ばれし者”の細胞にはあらゆる悪魔の憑依に耐性があり、限りなく長大な“テロメア”の細胞分裂可能回数を持つ。最終的に究極の再生能力を持つ“輪廻竜”、“伽樓羅”、“八岐大蛇”の憑依体まで登りつめた“選ばれし者”の中の“選ばれし者”から悪魔を分離、乾留炉で徹底的に炭化させて取り出したテロメアを環状に繋げる事が目的。
選ばれし者の仮面（セイバーのかめん）
外道院が開発した、物質と同質でなくとも悪魔を強制的に肉体へ憑依定着させることができるというテクノロジー。本来はエリクサー実験による肉体強化に成功したものしか施術に耐えられない。
ユメタウン稲生
稲生大社に隣接した集合住宅。入居倍率は20倍以上となっている。
その実態はイルミナティ極東研究所の隠れ蓑である。大社に続く道「おきつね横丁」で販売される飲食物に依存性のある麻薬を混入することでリピーターを増やし、やってきた観光客をエリクサー実験の被験者として人体実験を行っていた。
所長である外道院の失策により放棄され騎士団に制圧されることとなったが、人体実験こそ免れたものの100万人を超える中毒者が出ていることが判明した。

### その他の用語
ぽんちゃん
祓魔塾生行きつけの駄菓子屋。この店のチーズ豚もちもんじゃはメフィストの大好物。
稲生大社
島根県に存在する神社。豊宇気毘売命を主祭神とし、古代より周辺の国々を鎮護してきた。祭祀を担う稲神（いなみ）家は宇迦之御魂神の神使を祖とする一族で、その分家にあたる神木家は殺生石を鎮める役を担っていた。
君物語！（きみものがたり！）
作中に登場する少女漫画。累計二千万部を突破した女子中高生を中心に人気爆発中の漫画で、出雲も愛読している。

## 書誌情報

### 漫画本編
- 加藤和恵 『青の祓魔師』 集英社〈ジャンプ・コミックス〉、既刊32巻（2025年5月2日現在）
  1. 2009年8月9日発行（8月4日発売[集 1]）、ISBN 978-4-08-874709-5
  2. 2009年11月9日発行（11月4日発売[集 2]）、ISBN 978-4-08-874757-6
  3. 2010年3月9日発行（3月4日発売[集 3]）、ISBN 978-4-08-870016-8
  4. 2010年7月7日発行（7月2日発売[集 4]）、ISBN 978-4-08-870079-3
  5. 2010年12月8日発行（12月3日発売[集 5]）、ISBN 978-4-08-870136-3
  6. 2011年4月9日発行（4月4日発売[集 6]）、ISBN 978-4-08-870214-8
  7. 2011年9月7日発行（9月2日発売[集 7]）、ISBN 978-4-08-870330-5
  8. 2012年4月9日発行（4月4日発売[集 8]）、ISBN 978-4-08-870409-8
  9. 2012年9月9日発行（9月4日発売[集 9]）、ISBN 978-4-08-870505-7
  10. 2012年12月31日発行（12月28日発売[集 10]）、ISBN 978-4-08-870670-2
  11. 2013年8月7日発行（8月2日発売[集 11]）、ISBN 978-4-08-870789-1
  12. 2013年12月31日発行（12月27日発売[集 12]）、ISBN 978-4-08-870895-9
  13. 2014年7月9日発行（7月4日発売[集 13]）、ISBN 978-4-08-880140-7
  14. 2015年1月10日発行（1月5日発売[集 14]）、ISBN 978-4-08-880282-4
  15. 2015年6月9日発行（6月4日発売[集 15]）、ISBN 978-4-08-880369-2
  16. 2016年1月9日発行（1月4日発売[集 16]）、ISBN 978-4-08-880507-8
  17. 2016年7月9日発行（7月4日発売[集 17]）、ISBN 978-4-08-880656-3
  18. 2016年12月31日発行（12月31日発売[集 18]）、ISBN 978-4-08-880891-8
  19. 2017年4月9日発行（4月4日発売[集 19]）、ISBN 978-4-08-881052-2
  20. 2017年10月9日発行（10月4日発売[集 20]）、ISBN 978-4-08-881152-9
  21. 2018年3月7日発行（3月2日発売[集 21]）、ISBN 978-4-08-881363-9
  22. 2018年11月7日発行（11月2日発売[集 22]）、ISBN 978-4-08-881591-6
  23. 2019年4月9日発行（4月4日発売[集 23]）、ISBN 978-4-08-881809-2
  24. 2019年11月6日発行（11月1日発売[集 24]）、ISBN 978-4-08-882110-8
  25. 2020年6月9日発行（6月4日発売[集 25]）、ISBN 978-4-08-882299-0
  26. 2020年12月9日発行（12月4日発売[集 26]）、ISBN 978-4-08-882574-8
  27. 2021年7月7日発行（7月2日発売[集 27]）、ISBN 978-4-08-882644-8
  28. 2022年11月9日発行（11月4日発売[集 28]）、ISBN 978-4-08-883264-7
  29. 2023年7月9日発行（7月4日発売[集 29]）、ISBN 978-4-08-883460-3
  30. 2024年1月9日発行（1月4日発売[集 30]）、ISBN 978-4-08-883722-2
  31. 2024年6月9日発行（6月4日発売[集 31]）、ISBN 978-4-08-884028-4
  32. 2025年5月7日発行（5月2日発売[集 32]）、ISBN 978-4-08-884519-7

### スピンオフ
奥村雪男を主人公にしたスピンオフ作品『サラリーマン祓魔師 奥村雪男の哀愁』が『ジャンプSQ.19』および『ジャンプスクエア』にて連載された。
- 佐々木ミノル、加藤和恵 『サラリーマン祓魔師 奥村雪男の哀愁』 集英社〈ジャンプ・コミックス〉、全4巻
  1. 2015年2月9日発行（2月4日発売[集 33]）、ISBN 978-4-08-880227-5
  2. 2016年2月9日発行（2月4日発売[集 34]）、ISBN 978-4-08-880592-4
  3. 2017年2月8日発行（2月3日発売[集 35]）、ISBN 978-4-08-881010-2
  4. 2020年6月9日発行（6月4日発売[集 36]）、ISBN 978-4-08-882301-0

### その他
- 加藤和恵『青の祓魔師 ポケット画廊 カラーコレクション』 2011年10月4日発売[集 37]、ISBN 978-4-08-870322-0
- 加藤和恵『青の祓魔師 正十字騎士團ガイド』 2014年2月9日発売[集 38]、ISBN 978-4-08-880098-1
- 加藤和恵『青の祓魔師10周年記念本 AOEX10』 2020年6月4日発売[集 39]、ISBN 978-4-08-792556-2

## メディアミックス

### 小説
集英社の「JUMP j-BOOKS」より小説版が発売。著者は矢島綾。ストーリーは、後述の劇場版アニメのノベライズ以外、オリジナルのもの。

#### 刊行情報
- 矢島綾（著）・加藤和恵（原作・イラスト） 『青の祓魔師』 集英社〈JUMP j-BOOKS〉、既刊4巻（2017年3月3日現在）
  1. 『青の祓魔師 ウィークエンド・ヒーロー』 2011年9月7日発行（2011年9月2日発売[集 40]）、ISBN 978-4-08-703252-9
  2. 『青の祓魔師 ホーム・スイート・ホーム』 2012年12月9日発行（2012年12月4日発売[集 41]）、ISBN 978-4-08-703283-3
  3. 『青の祓魔師 ブラッディ・フェアリーテイル』 2014年3月9日発行（2014年3月4日発売[集 42]）、ISBN 978-4-08-703309-0
  4. 『青の祓魔師 スパイ・ゲーム』 2017年3月3日発売[集 43]、ISBN 978-4-08-703414-1
- 矢島綾（著）・加藤和恵（原作）・ 吉田玲子（脚本）『青の祓魔師 ―劇場版―』 集英社〈JUMP j-BOOKS〉、全1巻
  1. （2012年12月28日発売、[集 44]、ISBN 978-4-08-703286-4）

### ヴォイスコミック
集英社のヴォイスコミック「VOMIC」として、2010年6月にジャンプ専門情報番組『サキよみ ジャンBANG!』にて放送され、同年7月から2011年3月までVOMIC公式サイトで配信された。テレビアニメ化に伴い公開終了。
キャスト
主要担当声優は上述。ここではそれ以外のキャストについて記す。
- 悪魔 - 伊丸岡篤

### テレビアニメ
担当声優はVOMIC版とは異なっている。
青の祓魔師
テレビアニメ第1作。2011年4月17日から10月2日まで、MBS・TBS系列全国ネットの日曜夕方5時枠にて放送。全25話。
青の祓魔師 京都不浄王篇
テレビアニメ第2作。2017年1月から3月まで、MBSほか『アニメイズム』B1枠にて放送。原作第5巻から第9巻までの「京都・不浄王編」をアニメ化。
青の祓魔師 島根啓明結社篇（しまねイルミナティへん）
テレビアニメ第3作。2024年1月から放送。「京都不浄王篇」に続く原作第10巻から第15巻のエピソードを描く。

#### 劇場版
青の祓魔師 ―劇場版―
2012年12月28日より全国東宝系にて公開。上記の第1作の後日譚にあたり、映画オリジナルのストーリーとなっている。

#### WEBラジオ
パーソナリティはいずれも、奥村燐役の岡本信彦が担当。
青エクラジオ みんなで魔神（サタン）を倒し魔SHOW!
2011年4月17日から2012年2月26日まで、HiBiKi Radio Stationにて配信。回数カウントは「LEVEL.○」。
TVアニメ「青の祓魔師 京都不浄王篇」ラジエク! ラジオの祓魔師!
2017年1月6日から3月31日まで、音泉にて配信。隔週金曜日更新。

### 舞台

#### 2012年版
『LIVE ACT 青の祓魔師 〜魔神の落胤〜』のタイトルで、2012年5月11日から5月17日、日本青年館にて上演された。

##### キャスト（2012年舞台）
- 奥村燐：木村了
- 奥村雪男：戸谷公人
- 杜山しえみ：中島愛里
- 勝呂竜士：友常勇気
- 志摩廉造：渡辺和貴
- 三輪子猫丸：丸山隼
- 神木出雲：鉢嶺杏奈
- 朴朔子：指出瑞貴
- アマイモン：玉城裕規
- イゴール・ネイガウス：中原裕也
- メフィスト・フェレス：永田彬
- 藤本獅郎：今井靖彦

##### スタッフ（2012年舞台）
- 原作：加藤和恵（集英社「ジャンプスクエア」連載）
- 演出・脚本：大和田悟史
- 音楽 - YOSHIZUMI
- 制作：ダイス
- 主催：アニプレックス、イープラス、ニッポン放送

#### 2014年版
『舞台「青の祓魔師」〜青の焔 覚醒編／京都 不浄王編〜』のタイトルで、2014年6月21日から6月29日、サンシャイン劇場にて2本立てで上演。
「京都 不浄王編」は原作でのみ発表しており、アニメ化より早い舞台化となる。

##### キャスト（2014年舞台）
- 奥村燐：崎本大海
- 奥村雪男：井上正大
- 杜山しえみ：富樫あずさ
- 勝呂竜士：伊阪達也
- 志摩廉造：前内孝文
- 三輪子猫丸：丸若薫
- 神木出雲：はねゆり
- 朴朔子：中島愛蘭
- メフィスト・フェレス：汐崎アイル
- アマイモン：二階堂隼人
- イゴール・ネイガウス：萩野崇
- 勝呂達磨：大橋一三
- 藤堂三郎太：吉岡毅志
- 志摩八百造：内堀克利
- 志摩柔造：荒川泰次郎
- 志摩金造：村田洋二郎
- 宝生蝮：綾那
- 霧隠シュラ：杉本有美
- 藤本獅郎：和興

##### スタッフ（2014年舞台）
- 原作：加藤和恵（集英社「ジャンプスクエア」連載）
- 演出・脚本：西田大輔
- 脚本協力：加藤和恵
- 制作：ダイス
- 主催：舞台「青の祓魔師」製作委員会

#### 2016年版
『舞台「青の祓魔師」京都紅蓮篇』のタイトルで、2016年8月にZeppブルーシアター六本木で上演。脚本・演出は西田大輔が担当。

##### キャスト（2016年舞台）
- 奥村燐：北村諒
- 奥村雪男：宮崎秋人
- 勝呂竜士：山本一慶
- 志摩廉造：才川コージ
- 三輪子猫丸：土井裕斗
- 杜山しえみ：前田希美
- 神木出雲：加藤雅美
- メフィスト・フェレス：鮎川太陽
- 霧隠シュラ：安枝瞳
- 宝生蝮：田野アサミ
- 志摩柔造：林田航平
- 志摩金造：松村龍之介
- 藤本獅郎：唐橋充
- 勝呂達磨：光宣
- 志摩八百造：増澤ノゾム
- 藤堂三郎太：松風雅也

##### スタッフ（2016年舞台）
- 原作・脚本協力：加藤和恵（集英社「ジャンプスクエア」連載）
- 脚本・演出：西田大輔
- 制作：Office ENDLESS
- 主催：舞台「青の祓魔師」プロジェクト（アニプレックス／イープラス／TOKYO MX／Zepp ライブ）

#### 2017年版
『舞台「青の祓魔師」島根イルミナティ篇』のタイトルで、2017年10月20日から10月29日にはZeppブルーシアター六本木、2017年11月2日から11月5日には新神戸オリエンタル劇場にて上演。

##### キャスト（2017年舞台）
- 奥村燐：北村諒
- 奥村雪男：宮崎秋人
- 勝呂竜士：山本一慶
- 志摩廉造：才川コージ
- 三輪子猫丸：土井裕斗
- 杜山しえみ：松岡里英
- 宝ねむ：樋口裕太
- 朴朔子：小槙まこ
- 神木出雲：大久保聡美
- ルシフェル：横田龍儀
- 親衛隊上官：稲村梓
- 外道院ミハエル：原勇弥
- メフィスト・フェレス：和泉宗兵
- 神木玉雲：田中良子

##### スタッフ（2017年舞台）
- 原作・脚本協力：加藤和恵（集英社「ジャンプスクエア」連載）
- 脚本・演出：西田大輔
- 主催：舞台「青の祓魔師」プロジェクト（【東京公演】アニプレックス／イープラス／TOKYO MX／Zepp ブルーシアター六本木運営委員会）（【神戸公演】アニプレックス／イープラス／TOKYO MX／Zepp ライブ／MBS）

## 読み切り「深山鶯邸事件」
『ジャンプスクエア』2008年9月号に掲載された読みきり作品。加藤和恵短編集『TIME KILLERS』に収録。執筆当時、加藤は集英社の会議室にて10日間寝泊まりし原稿を完成させた。

### あらすじ（読み切り）
深山鶯邸に住む少女・深山鶯最中は、外に出ることもなく、人の言われるがままに花を生けて生活していた。そしてある雪の降る夜、一人の祓魔師が深山鶯邸を訪れた。その祓魔師は最中に会うなり、「この娘は悪魔に狙われている」と告げる。

### 登場人物（読み切り）
夜（よる）
本作の主人公。青十字騎士会所属の祓魔師。最中を救うべく深山鶯邸を訪れる。
深山鶯 最中（みやまうぐいす もなか）
本作のヒロイン。深山華道家元47世。幼少時から花を生けることが好きで、両親のような華道家になることを夢見ていた。だが、両親を事故で亡くして以来、外出することはなくなり、笑うこともなくなってしまった。現在は織部（パズス）に操られるごとく花を生けて生活している。
織部（おりべ）
深山華道会会長。実は10年前にパズスに取り憑かれており、最中の両親を奪った張本人。
パズス
夜を手下として引き連れていた悪魔。現在は織部に取り憑き、彼を支配している。